# Empire inca
Cet article concerne l'empire inca. Pour la civilisation, voir Civilisation inca. Pour les autres significations, voir Inca (homonymie).
~ 1430 – 1533
Entités précédentes :
- Royaume de Cuzco
- Chimú
- Chancas
- Chincha
- Chachapoyas
- Huancas
- Collas
- Cajamarcas

Entités suivantes :
- Gouvernorat de Nouvelle-Castille
- Gouvernorat de Nouvelle-Tolède
- Royaume inca Vilcabamba

Expansion de l'empire inca (1438-1527), selon la « chronologie absolue » de John Howland Rowe, développée en 1944-1945.

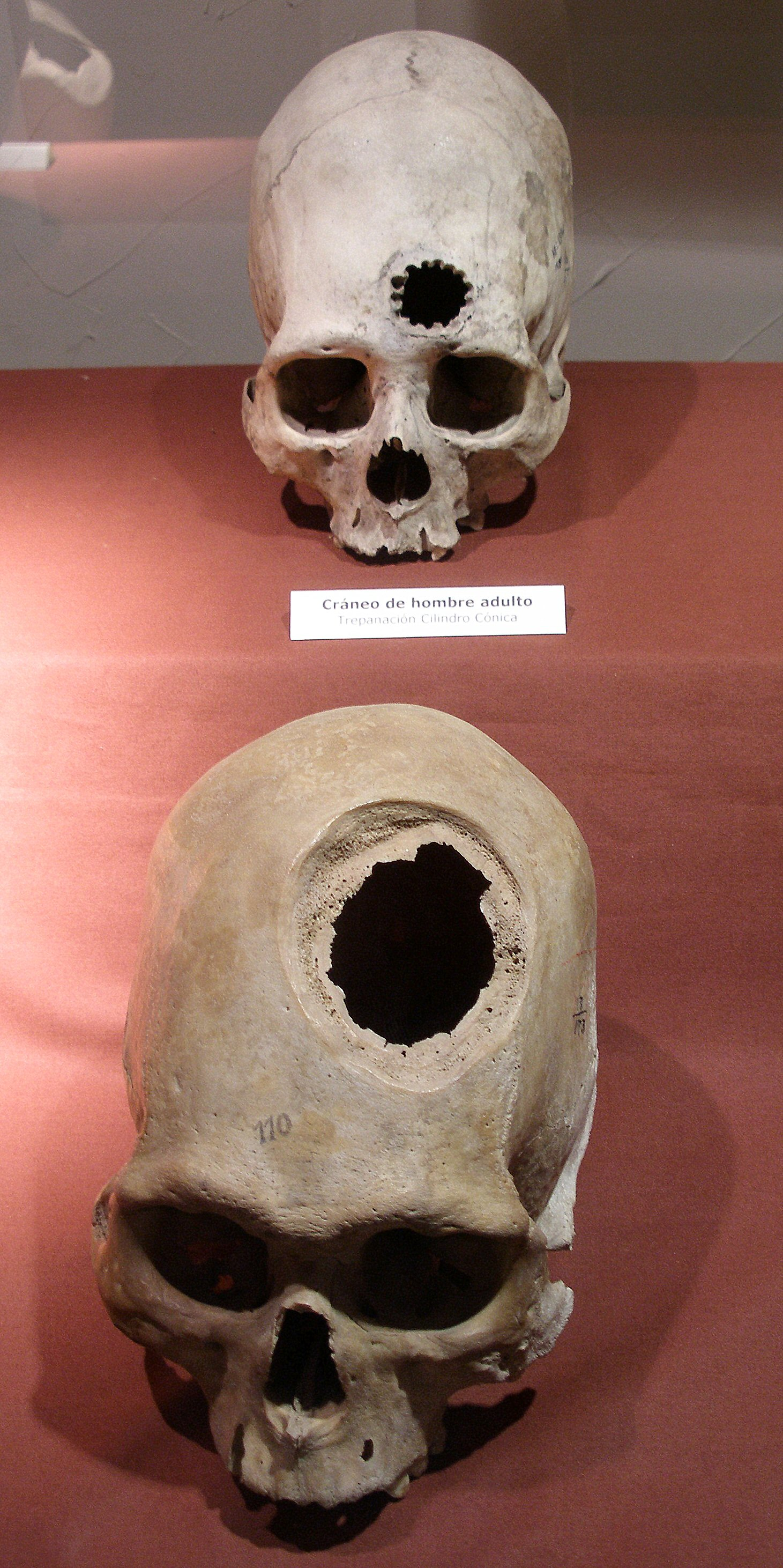
Les Incas sont considérés comme des précurseurs de la chirurgie du cerveau.

L'Empire inca (appelé Tahuantinsuyu, Tahuantinsuyo ou Tawantin Suyu en quechua, signifiant « quatre en un » ou « le tout des quatre parts »), également appelé Empire incaïque (de l'espagnol Imperio incaico, qui définit également l'incario comme la période de l'empire inca), ou État inca (par les historiens ne considérant pas la monarchie inca comme un « Empire »), fut, du XVe au XVIe siècle, un des États de la civilisation andine et le plus vaste empire de l'Amérique précolombienne. Son territoire s'est en effet étendu, à son extension maximale, sur près de 4 500 km de long, depuis le Sud-Ouest de l'actuelle Colombie (vallée de l'Ancasmayo, et même un moment au río Patía, région de San Juan de Pasto), au nord, jusqu'au milieu de l'actuel Chili (au río Maule), au sud, et comprenait la quasi-totalité des territoires actuels du Pérou et de l'Équateur, ainsi qu'une partie importante de la Bolivie, du Chili, et une fraction de l'Argentine du Nord-Ouest, soit une superficie de plus de trois fois celle de la France d'aujourd'hui. Héritier des civilisations andines préexistantes, il était maillé par un important réseau de routes d'environ 22 500 à 38 600 kilomètres convergeant vers sa capitale, Cuzco.

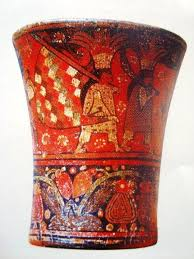
Vase andine.

## Impérialisme
Il existe un débat ethno-historique concernant la nature impériale de l'État inca, et la conception d'unité socio-territoriale de la caste inca.
Le pouvoir inca se voyait, dans le cadre de la cosmovision andine, comme un espace-temps cosmique, ordonnateur chargé du monde, et représentant du passage du chaos vers l'ordre généralisé, se dotant d'une pensée idéologique originelle, justifiant la domination inca. Le modèle organisationnel inca se fondant sur les croyances spatio-temporelles andines, certains historiens doutent de la diffusion d'un modèle unique, estimant que l'apparat d'État gardait le pouvoir par la force, ou par des alliances fragiles avec les macro-ethnies locales. En effet le contrôle de l'ethnie cuzquénienne, nommée « inca », restait principalement indirect, et les structures politiques et militaires pré-impériale restaient intacts.
Le chroniqueur colonial Pedro Cieza de León fut le premier historien, en 1553, à qualifier l'entité socio-territoriale d'« Empire inca ». Cette appellation, et plus largement le lexique administratif européen, est repris par les autres chroniqueurs de l'époque coloniale à cause des similitudes entre la société andine et les royaumes européens de la Renaissance. Le terme Quechua Tahua-ntin-Suyu (du pluriel collectif ntin, et de Tahua, « quatre », et Suyu, « région, province, quartier ») désignait le fait que le conglomérat des territoires contrôlés par les incas est divisé en quatre parties.
Selon l'historienne et archéologue María Rostworowski, reconnaissant cependant l'impérialisme de l'État inca, le terme « Tahuantinsuyu » désigne l'unité territoriale et l'entièreté des quatre parties, dotées d'un chef au sein d'une hiérarchie du pouvoir, évitant le terme « empire », qui selon lui relève de la conception européenne du gouvernement. En revanche l'historien nord-américain Terence N. D'Altroy, détaillant les caractéristiques impérialistes de l'entité andine, qualifie cette dernière d'« Empire inca ». De manière similaire, l'historien péruvien Waldemar Espinoza Soriano estime que l'organisation administrative inca, éloignée des structures antiques et médiévales européennes, se rapproche de celle des États asiatiques. L'ethno-historien Juan Ossio Acuña indique que la majorité des textes coloniaux du XVIe siècle ne mentionne pas la notion de Tahuantinsuyu, censée décrire le système d'organisation inca fondé sur la dualité et la quadripartition du pouvoir.
La stratégie impérialiste de l'État était basée sur l'organisation socio-économique préexistante des communautés andines, appliquée à une échelle impériale, peut-être en s'inspirant de la civilisation Huari, qui gouverne les Andes centrales du VIe siècle au XIe siècle. Selon les chroniques coloniales considérées fiables, la chefferie inca de Cuzco est un pouvoir insignifiant, entouré de puissantes entités (au sud la chefferie Kolla, à l'ouest les Chinchas, au nord le peuple Chanka, et à l'est la forêt amazonienne) à l'aube de l'expansion, initiée par le premier empereur Pachacútec, lequel, d'après María Rostworowski, consolide les territoires des environs de la capitale, avant de conquérir les régions de Soras et Vilcas, alliés de la chefferie Chanka, avant d'envahir l’entité Chincha, puis les Kollas, et enfin la région septentrionale du Chinchay Suyu. Sous le règne du souverain précédent, Viracocha Inca, le pouvoir Inca passe déjà de simples raids à des annexions territoriales.
La politique expansionniste inca se manifeste également dans la construction de centres administratifs, afin d'esquiver les obligations imposées par les liens personnels institutionnalisés des empereurs incas avec les souverains des macro-ethnies. Selon Hugo Burgos Guevara, les empereurs Tupac Yupanqui, Huayna Capac, et Atahualpa sont nés respectivement au centre de Vilcashuaman, à Tomebamba et à Quito, dans le cadre d'une politique expansionniste.
La mission civilisatrice et ordonnatrice incaïque était légitimée par la diffusion du modèle sociétal inca, et la modification des mythes régionaux, qui fondaient l’identité des ethnies andines.

## Organisation géographique et sociale

### À la confluence des géographies physique et humaine
L'Empire inca a une forme très allongée. Il s'étendait en effet, à son apogée, sur près des deux tiers de l'immense Cordillère des Andes et de la côte Pacifique de l'Amérique du Sud.

#### Altitudeversuslatitude

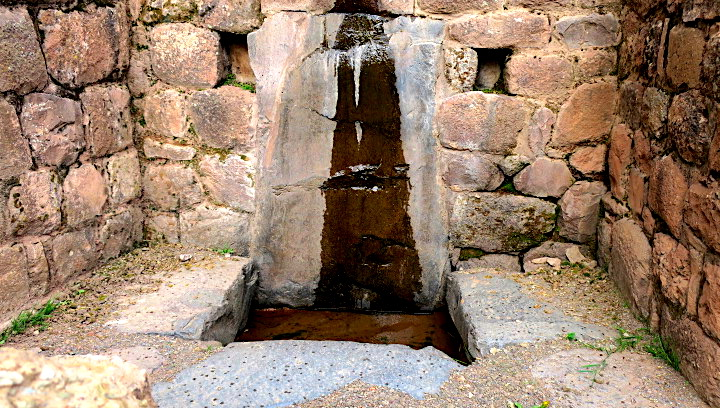
Une fontaine datant de l'époque incaïque à Písac, point d'aboutissement d'une canalisation ancienne taillée dans la pierre vive.

Beaucoup de contraintes sont cependant liées à cette forme, à cette étendue et à ce caractère montagneux : pente, froid, altitude, sans oublier les côtes pacifiques souvent désertiques.

##### Irrigation
Malgré leur climat, « ces immenses étendues désertiques […] étaient à cette époque [des Incas] des champs bien cultivés », alors qu'elles sont souvent revenues au désert de nos jours. C'était grâce au « vaste système d'irrigation artificielle utilisé par les Incas, qu'ils n'avaient probablement pas inventé, mais qu'ils avaient développé ». De la même manière que pour les côtes au climat désertique, la mise en valeur agricole des hautes terres dépend elle aussi en grande partie de l'irrigation, « en raison de la durée de la saison sèche et de la rapide évaporation des eaux pluviales ». Car, malgré l'altitude qui tempère d'abord puis, plus haut, « continentalise » le climat, le cœur de l'Empire inca est entièrement inclus dans la zone tropicale de l'hémisphère sud, avec l'alternance des saisons sèche / humide. En revanche, le climat désertique des côtes pacifiques est dû aux courants océaniques froids qui remontent du sud (voir la section climat de l'article Pérou).
Ce savant système d'irrigation développé par les Incas comprenait un gigantesque « réseau de canaux pavés en pierre » ou sculptés dans le granit des cordillères, infiniment ramifié, ainsi que de grands réservoirs d'altitude cimentés dont on a découvert les restes, et encore des barrages, des rivières endiguées, détournées, des « tunnels creusés dans des éperons montagneux », « des écluses permettant de contrôler le volume d'eau », et « un réseau d'aqueducs [en maçonnerie] qui fut étendu à de très vastes territoires », le tout malgré les difficultés considérables liées à l'environnement montagnard auquel se sont heurtés les ingénieurs incas. Ces canaux ont parfois donné lieu à une véritable virtuosité d'ingénierie ; par exemple : « à Cajamarca, un canal a été taillé dans la roche vive sur plus d'un kilomètre, et les ingénieurs ont donné à son cours une forme zigzagante pour ralentir le débit de l'eau. À Huandoval, deux canaux [et même trois selon Wiener] se croisent perpendiculairement entre deux montagnes » sur plusieurs étages ; souvent taillés à même le granit le plus dur et donc toujours en parfait état de nos jours, « les canaux construits par les Incas constituent l'un des nombreux « miracles » architecturaux de cette civilisation », et la meilleure illustration du « génie » inca. L'ethno-anthropologue et archéologue Alfred Métraux partage cette admiration de Carmen Bernand pour les travaux hydrauliques des Incas, et reprend à son compte en fait, bien qu'avec un léger recul amusé, l'enthousiasme de l'Inca Garcilaso de la Vega :

« […] travaux hydrauliques dont Garcilaso de la Vega dit, dans un accès d'enthousiasme, “qu'ils surpassent les plus merveilleux ouvrages qui soient au monde”. Comme lui, nous avons peine à comprendre “comment sans aucun instrument de fer ni d'acier [ NDLR : les incas ne connaissaient que les alliages à base de cuivre, moins durs], à force de bras seulement et avec de grosses pierres, les Indiens ont pu faire de pareils ouvrages ; comment ils ont pu renverser des roches immenses, remonter à la source des rivières pour en éviter la profondeur et traverser les montagnes les plus hautes”. »

Certains de ces canaux et aqueducs sont parfois encore utilisés de nos jours[réf. nécessaire], plus de cinq cents ans après leur construction.

Exemples de canaux d'irrigation datant de la période incaïque, toujours en activité
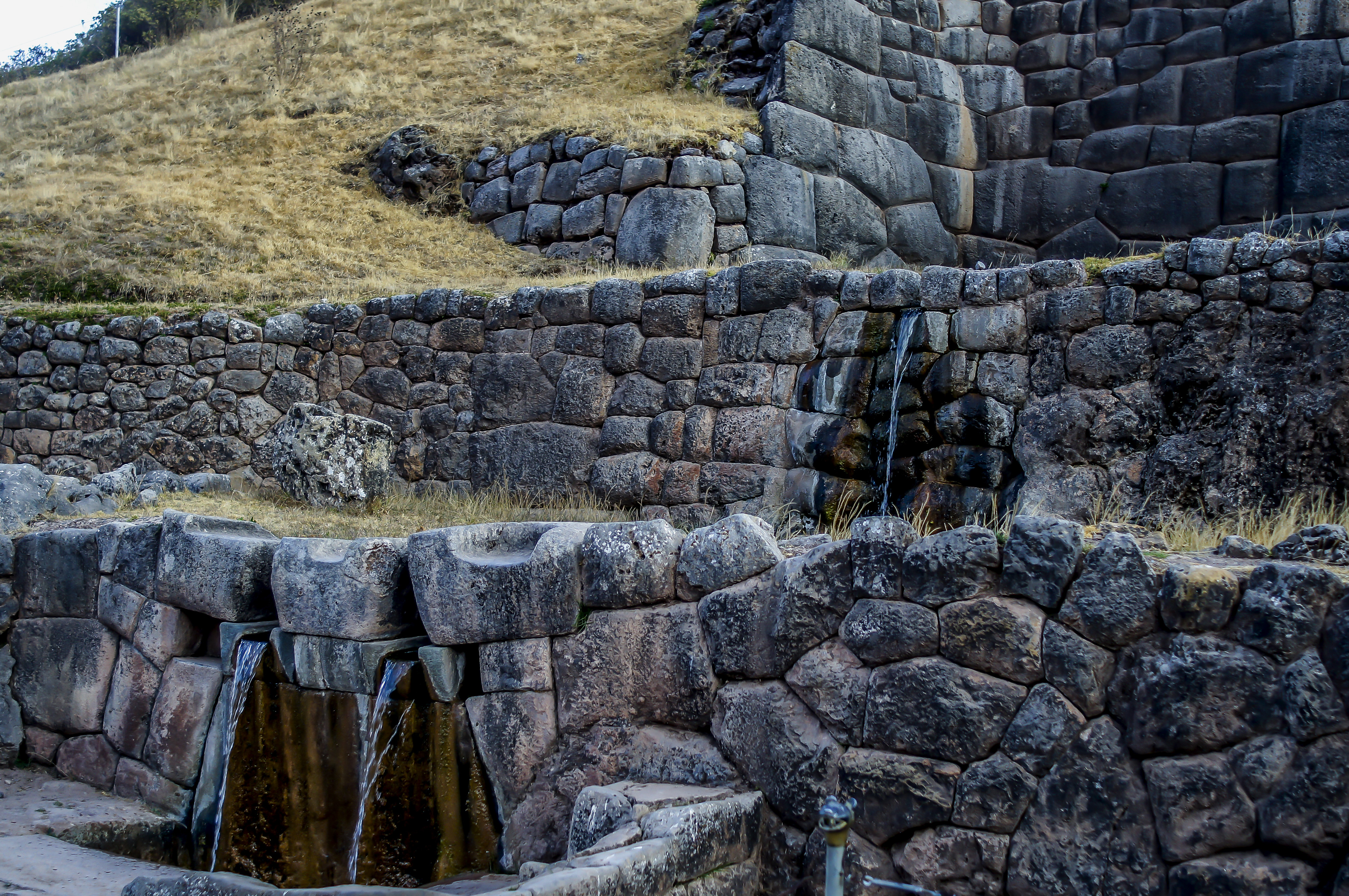
Fontaines étagées de l'époque incaïque à Cuzco.
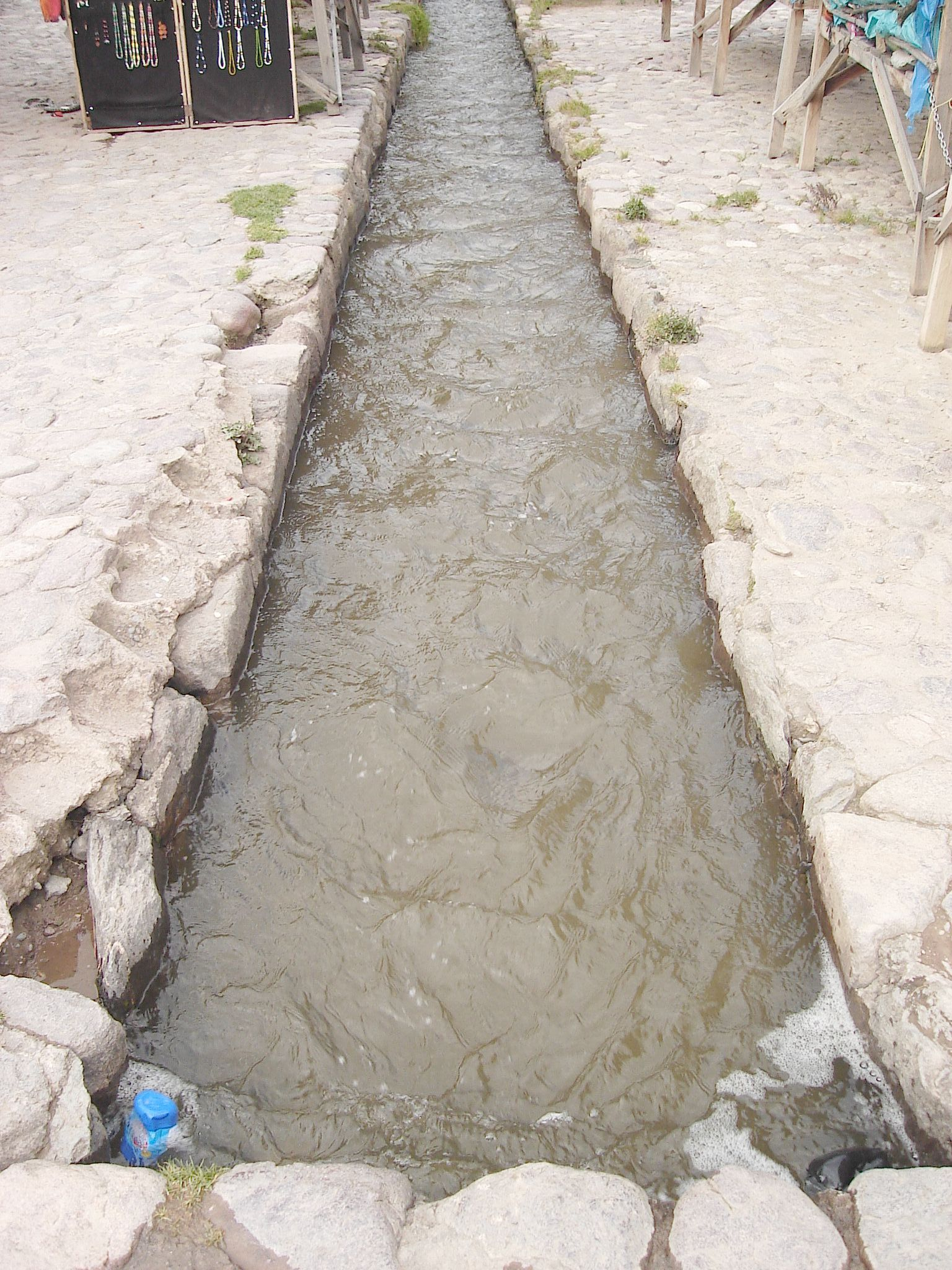
Canal d'irrigation inca à Ollantaytambo.
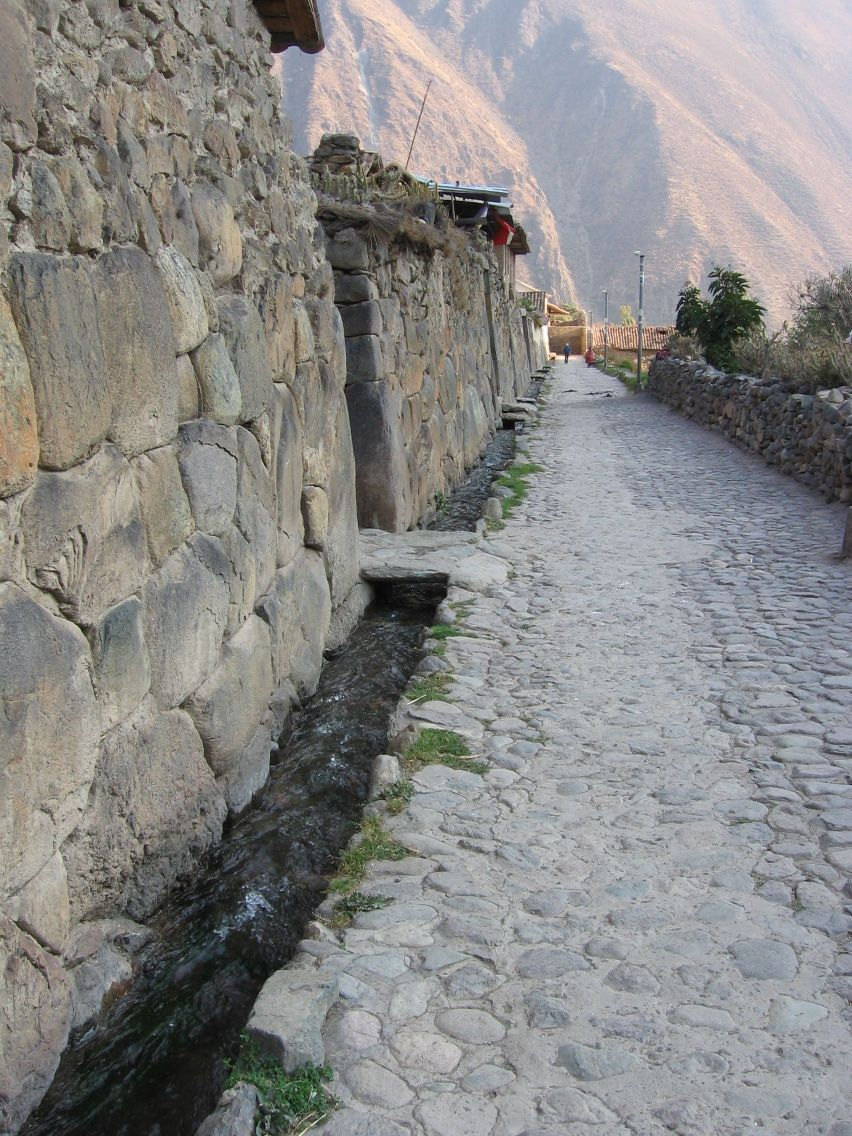
Autre exemple de petit canal d'irrigation inca à Ollantaytambo.
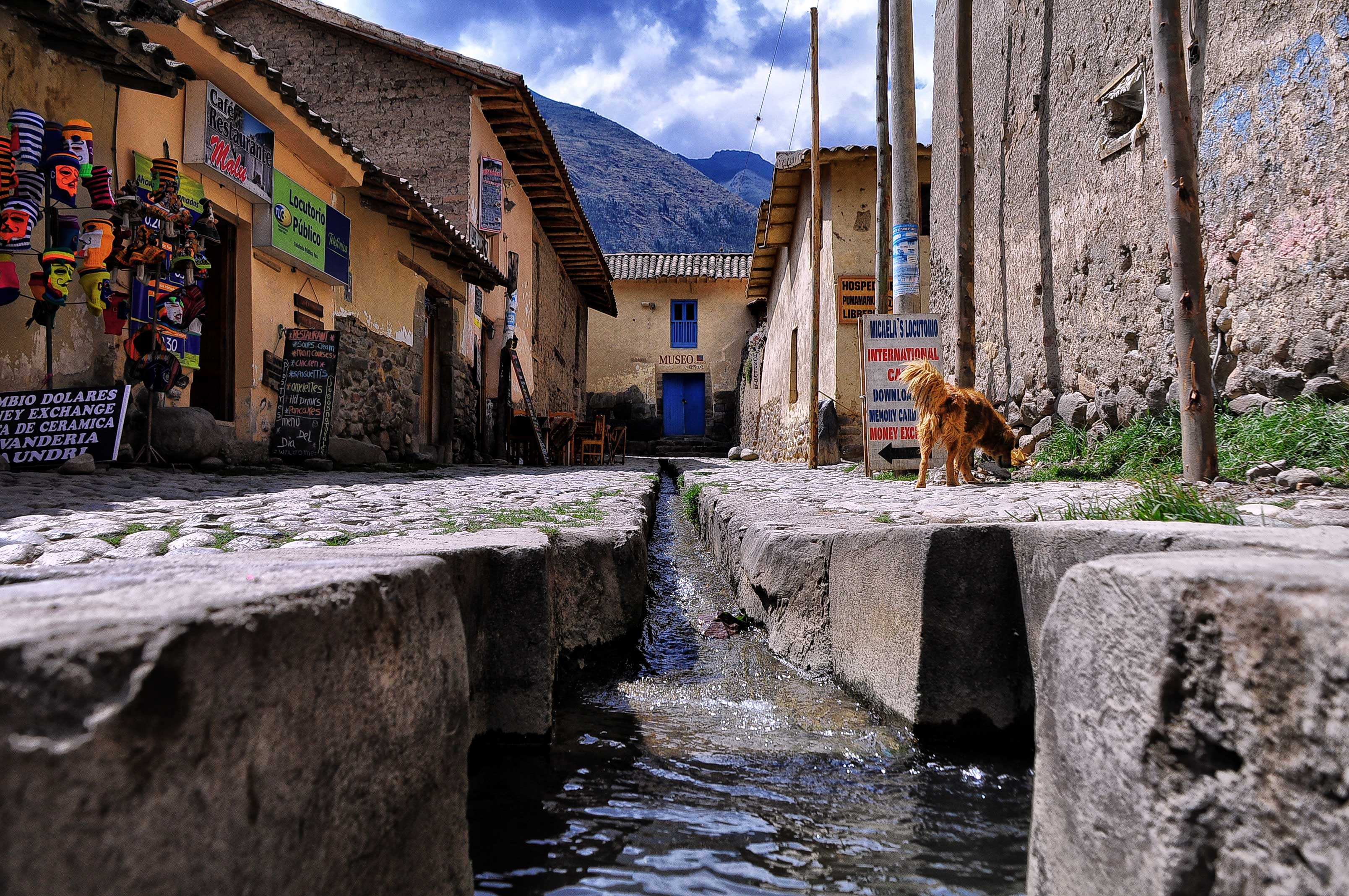
Autre canal d'irrigation inca traversant le village d'Ollantaytambo.
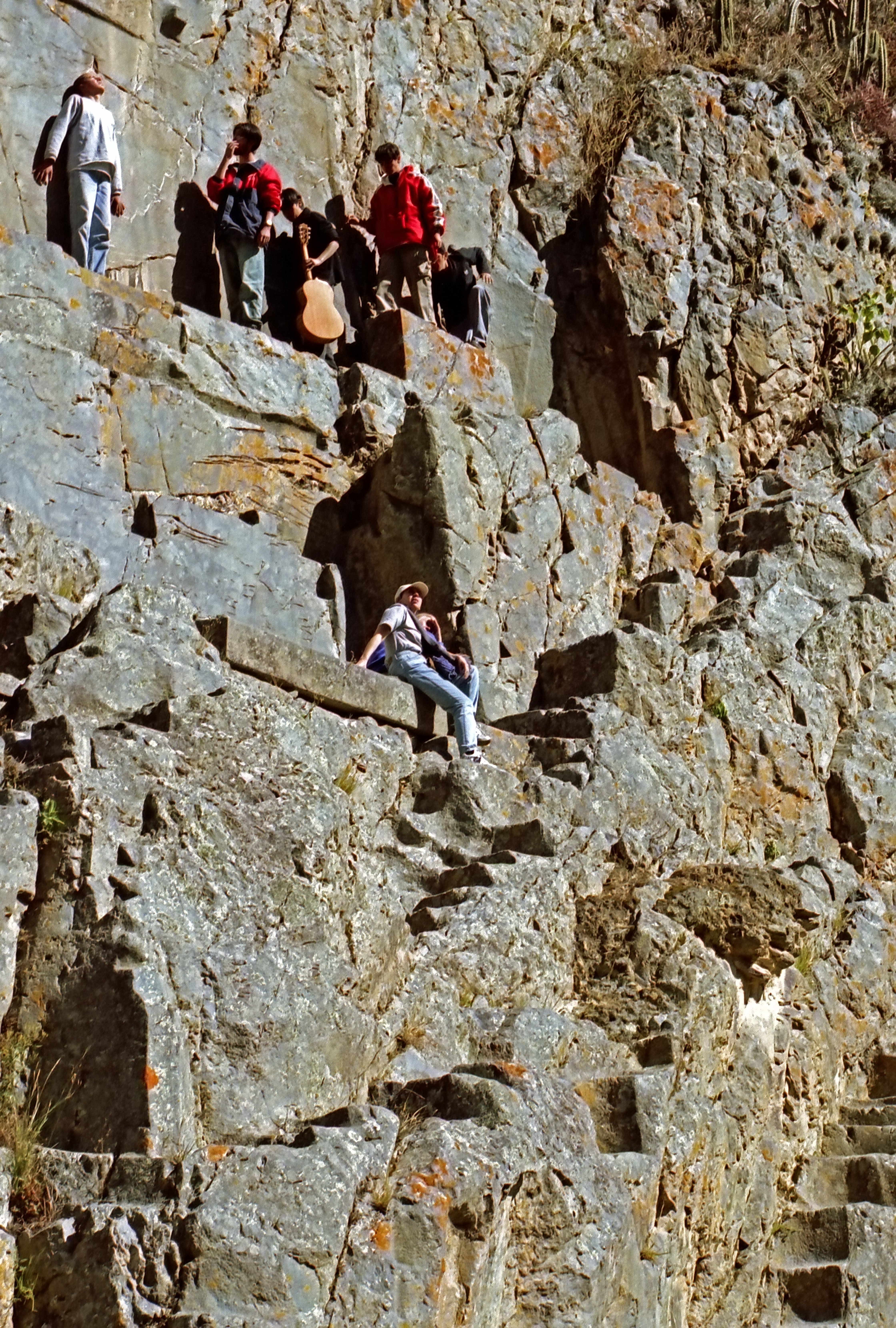
Aqueduc au lieudit Inka Misana, à Ollantaytambo[N 4].
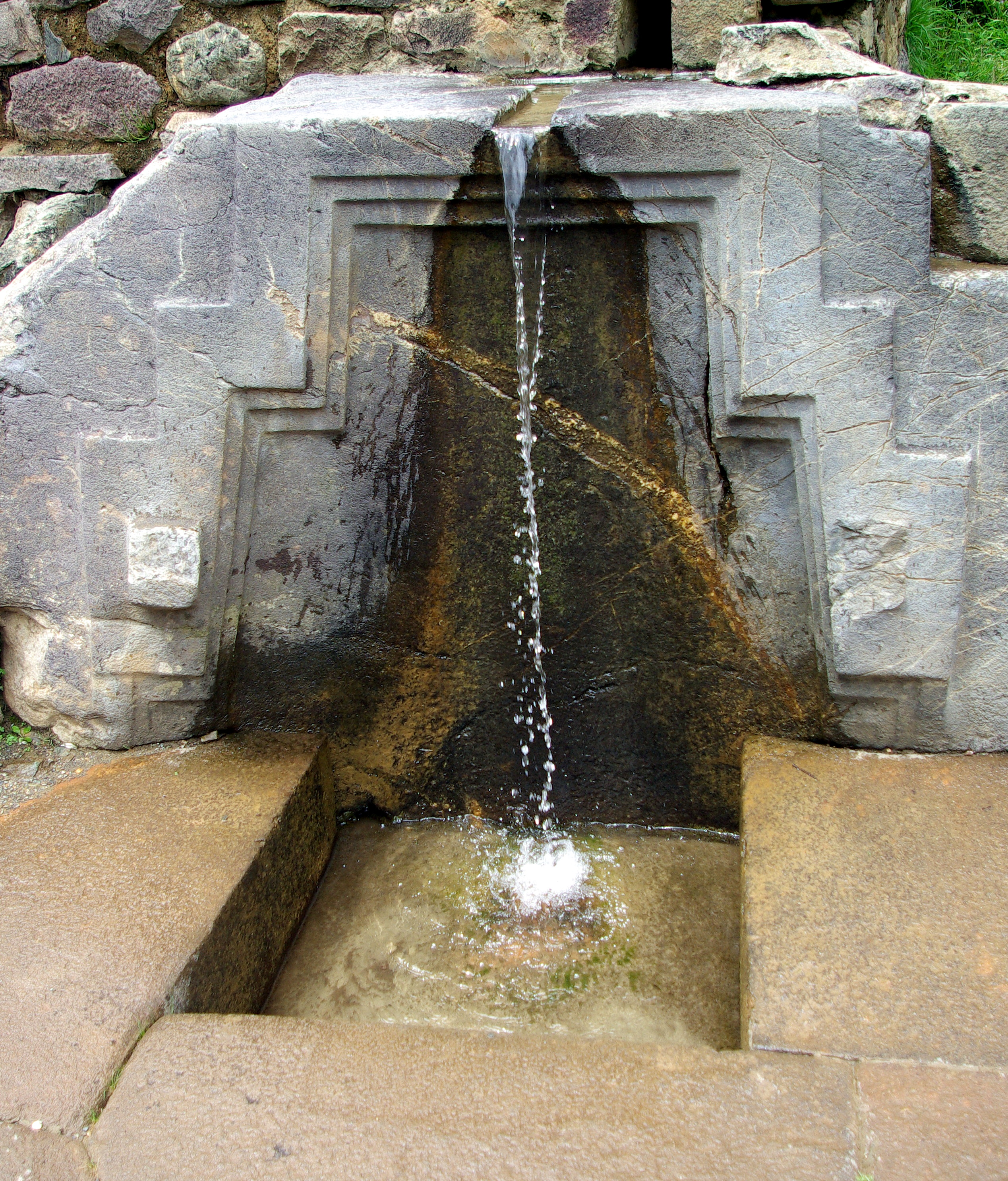
Baño de la Ñusta ("bains de la Princesse") à Ollantaytambo[N 5].

##### Cultures en terrasses
De même, dès le Sapa Inca VIII, Viracocha Inca, les Incas (et les Chimús avant eux) comprirent « combien il importait, dans un pays très montagneux, où la population était relativement dense, de mettre à profit le moindre endroit cultivable ». D'où la mise en valeur des terres arides par l'irrigation, comme on l'a vu, mais aussi l'exploitation des pentes de montagne même les plus abruptes par la technique des cultures en terrasses (ou andenes), qui a donné lieu à des ouvrages monumentaux et spectaculaires comme on peut en voir par exemple sur les sites archéologiques de Písac et d'Ollantaytambo dans la Vallée sacrée des Incas, ainsi que sur les sites du Machu Picchu et de Choquequirao, terrasses et murailles parfois qualifiées de cyclopéennes.

Les extraordinaires terrasses de culture (andenes) et les murs cyclopéens des incas (et prédécesseurs) dans la vallée du fleuve Urubamba
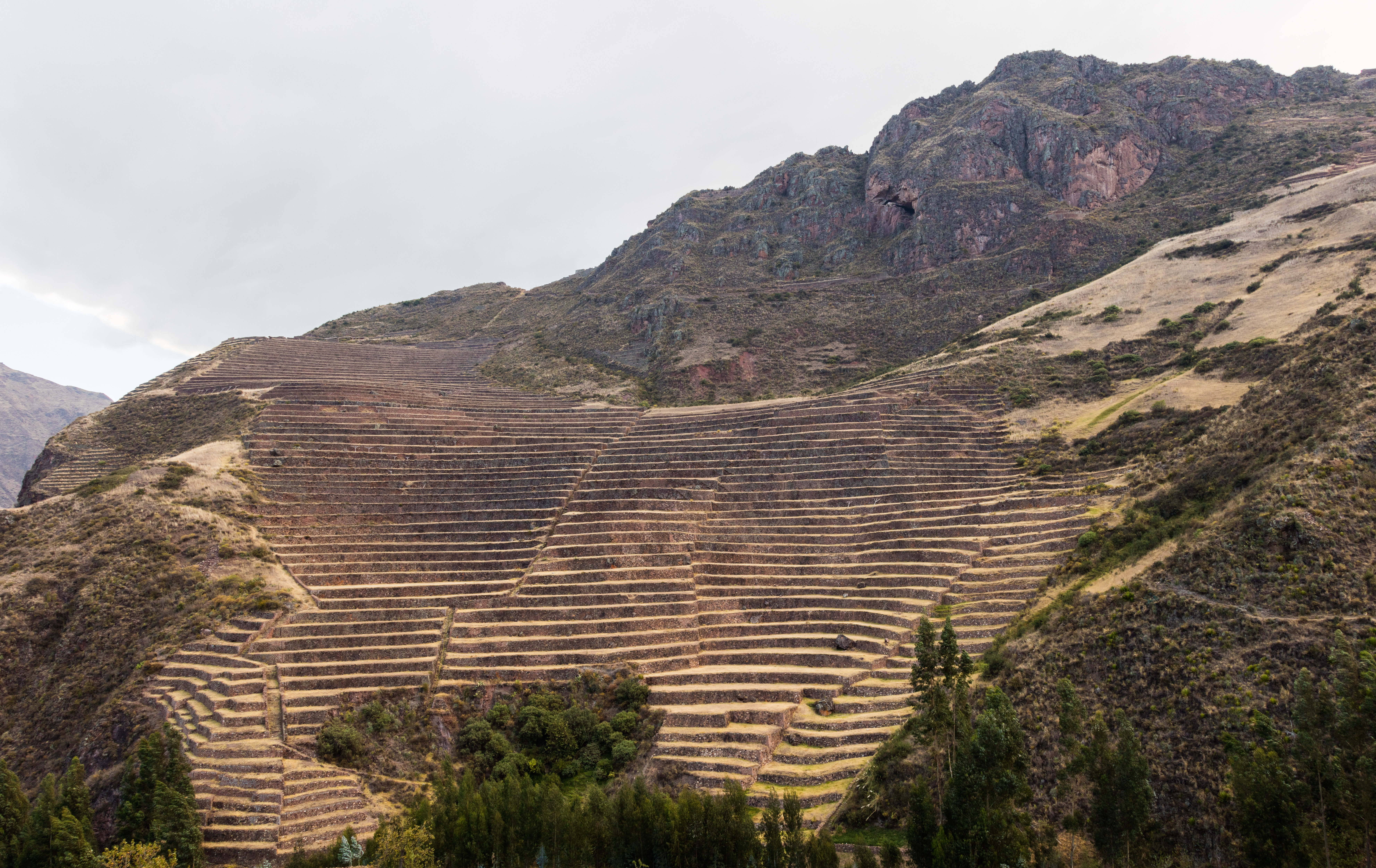
Un flanc de montagne totalement aménagé pour l'agriculture à Písac.
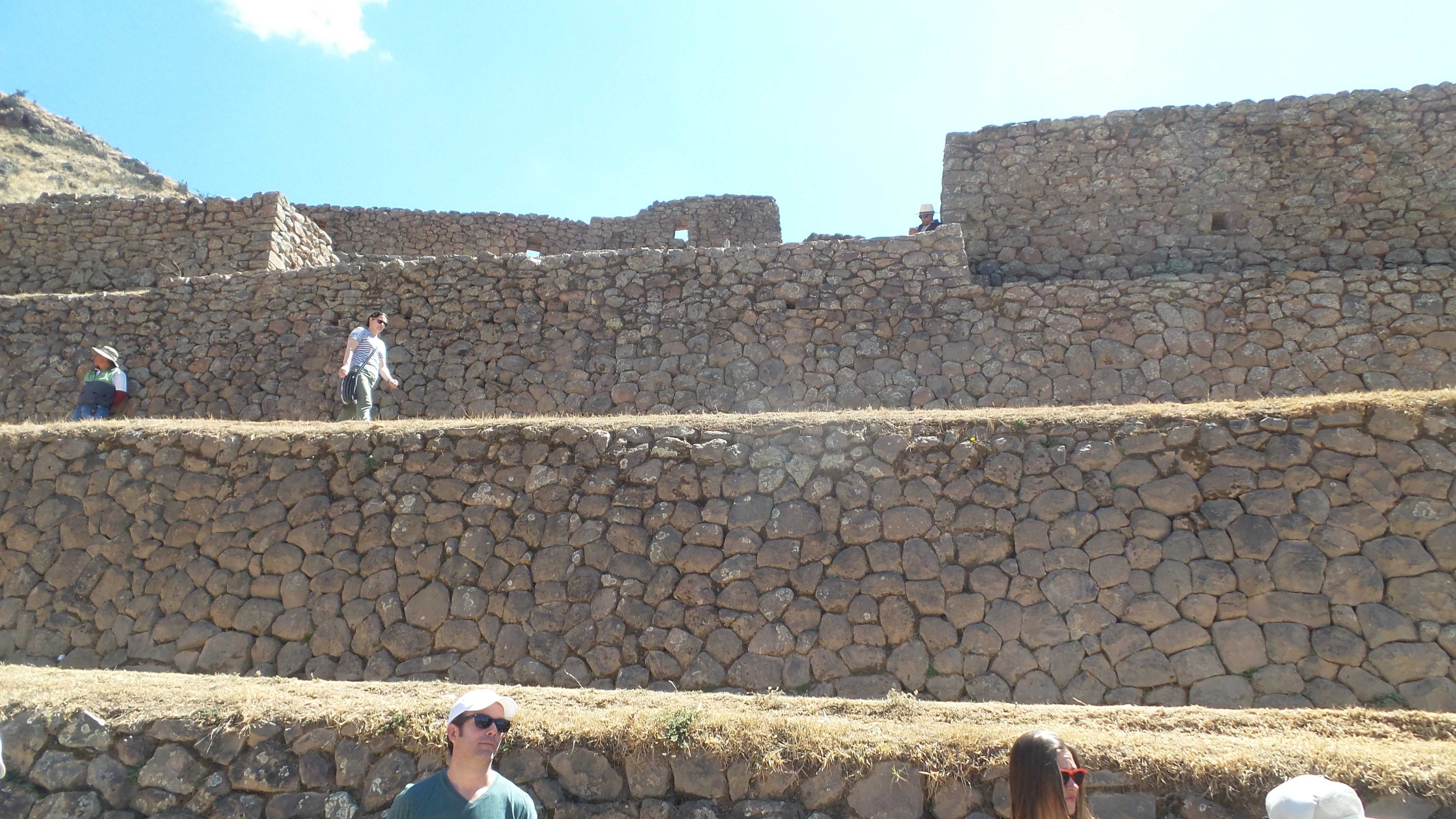
Terrasses incaïques de Písac, détail de l'appareillage des murs de soutènement.
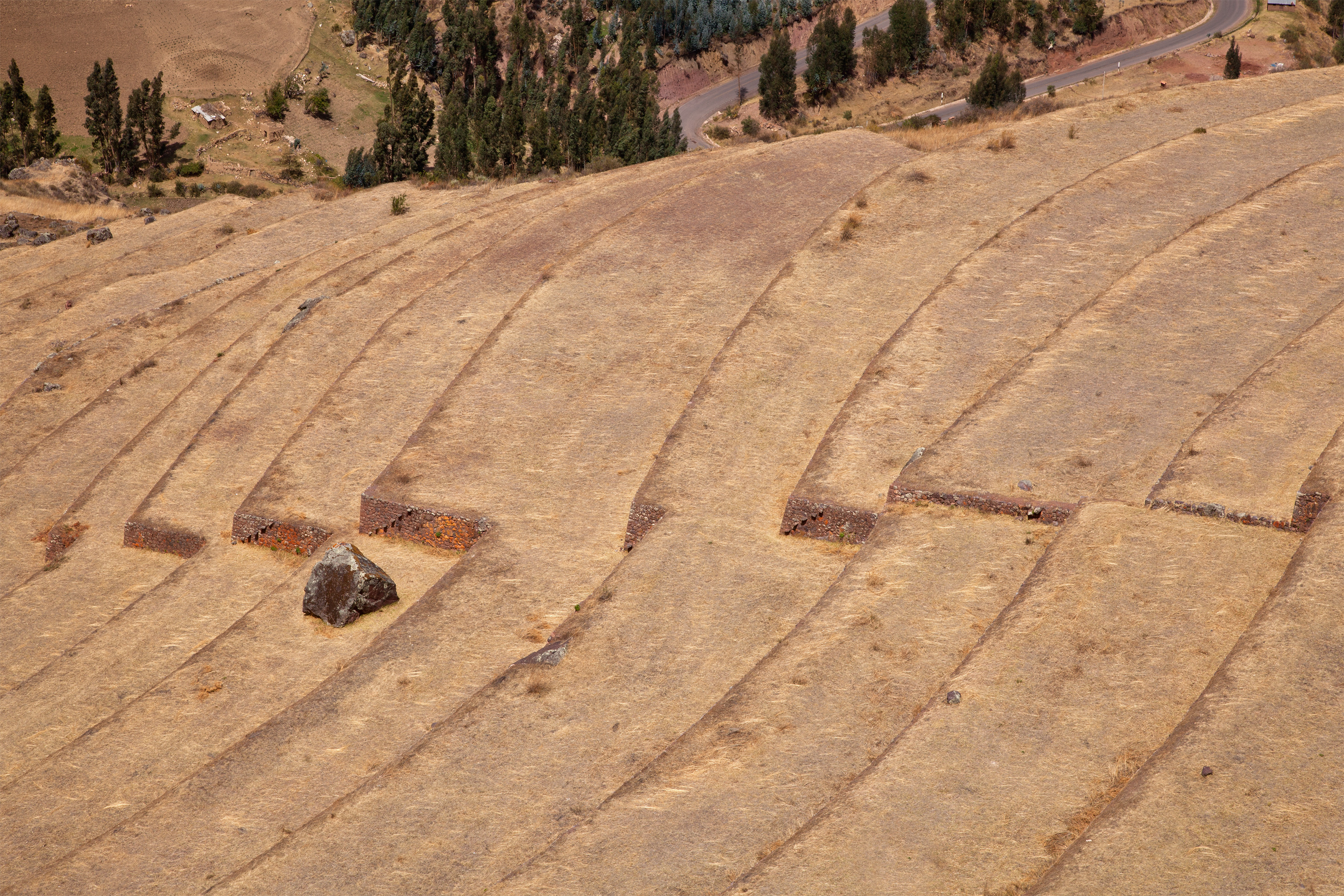
Terrasses incaïques de Písac, détail du dessin des terrasses épousant les courbes de niveau et les variations de la pente.
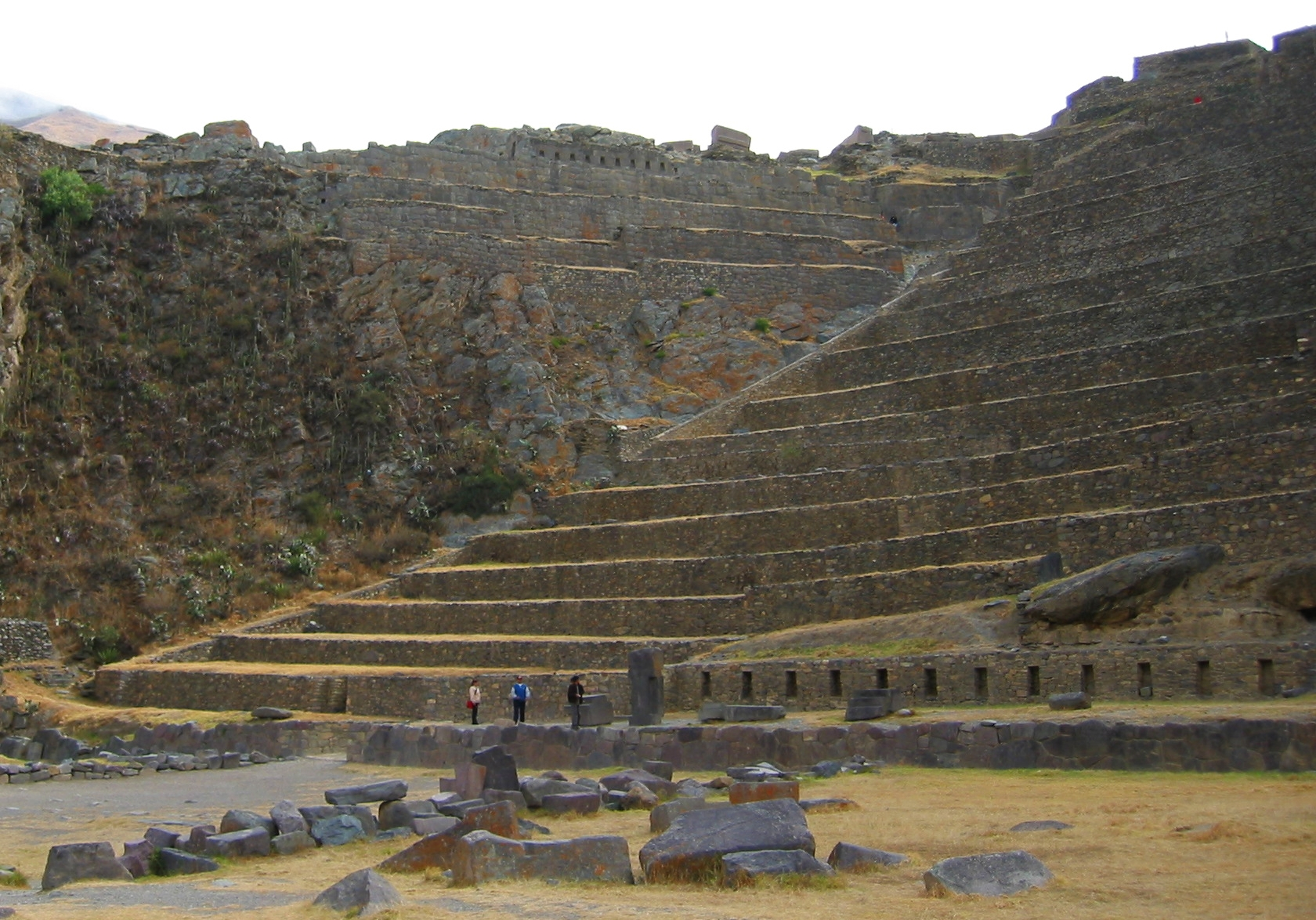
Terrasses de Pumatallis, près de la cité inca et forteresse d'Ollantaytambo (75 km au nord-ouest de Cuzco), en juillet 2003.
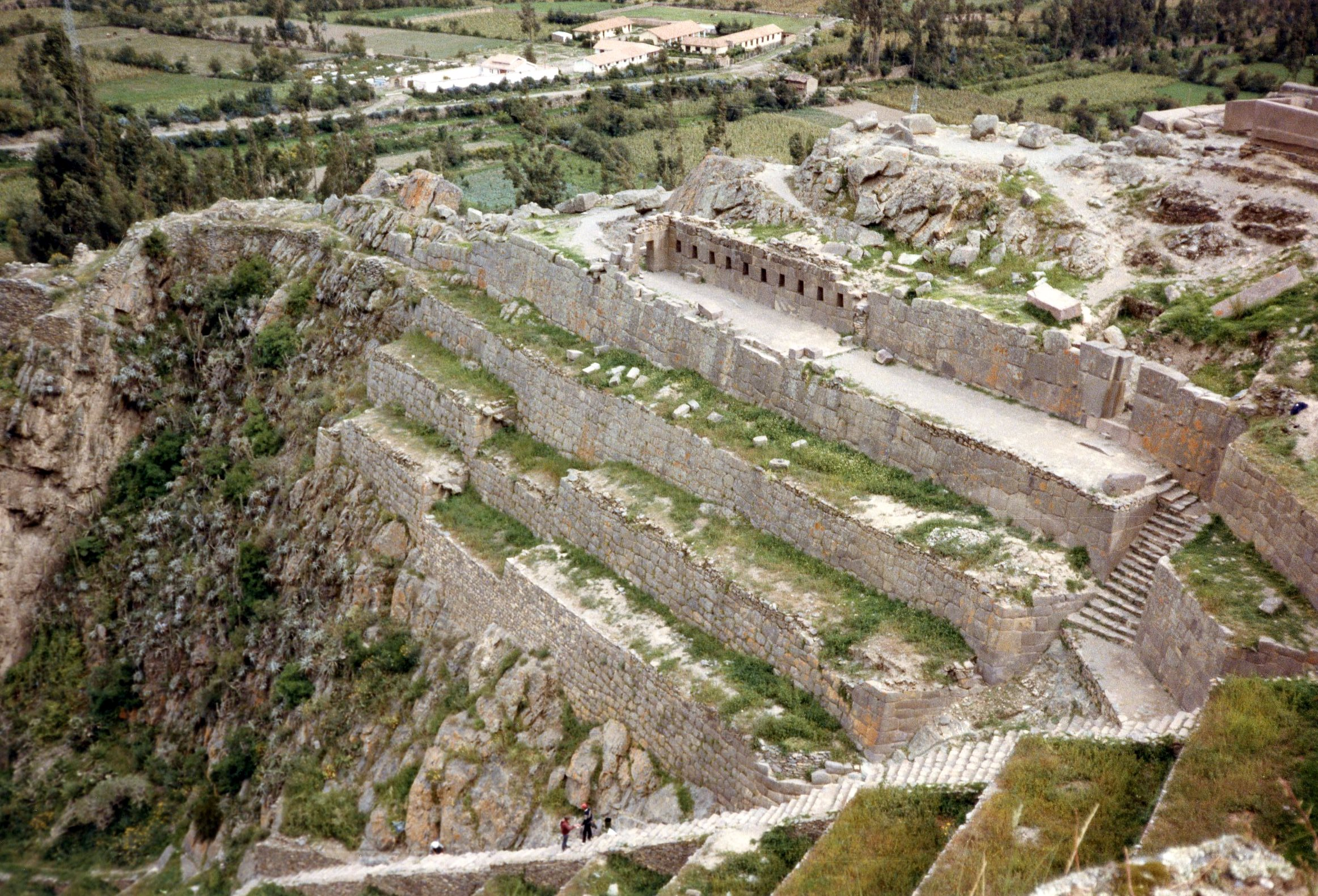
Les cultures en terrasses incas peuvent concerner même les pentes les plus raides (ici toujours à Ollantaytambo, même site autre point de vue).
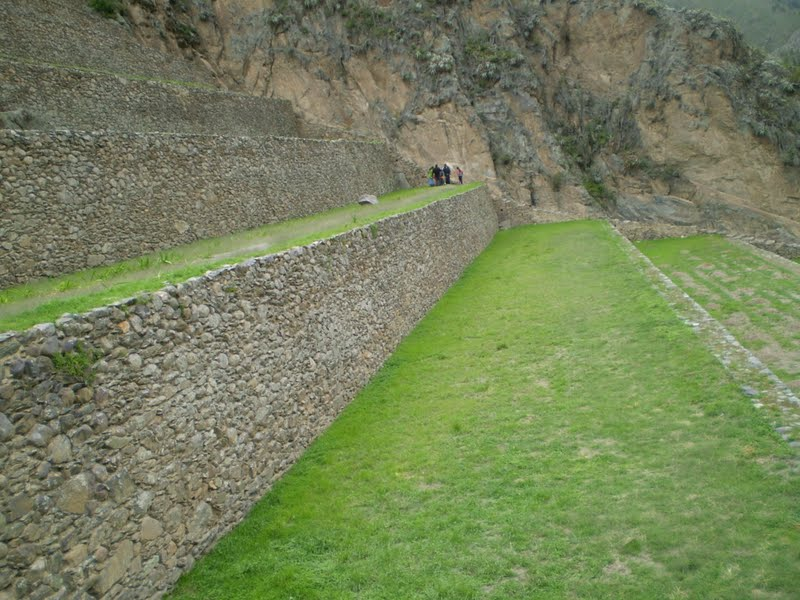
Gros-plan sur les plateformes de plantation des mêmes terrasses incas à Ollantaytambo.
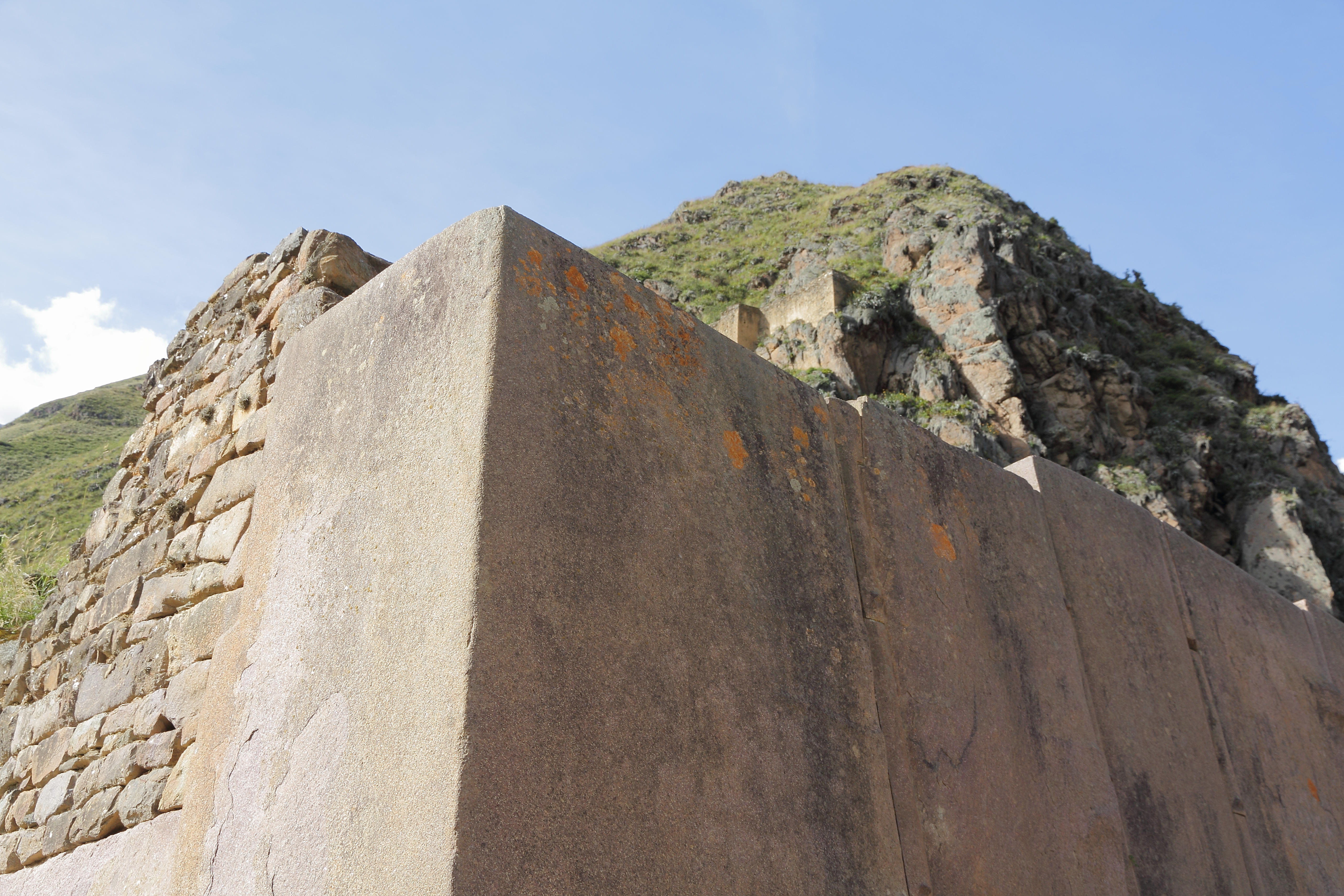
Appareil de mur cyclopéen à Ollantaytambo (1), d'origine peut-être préincaïque. Il s'agit de six grands monolithes de porphyre rouge, de plus de 3 m de haut, taillés et étroitement jointoyés au moyen de pierres plus petites.
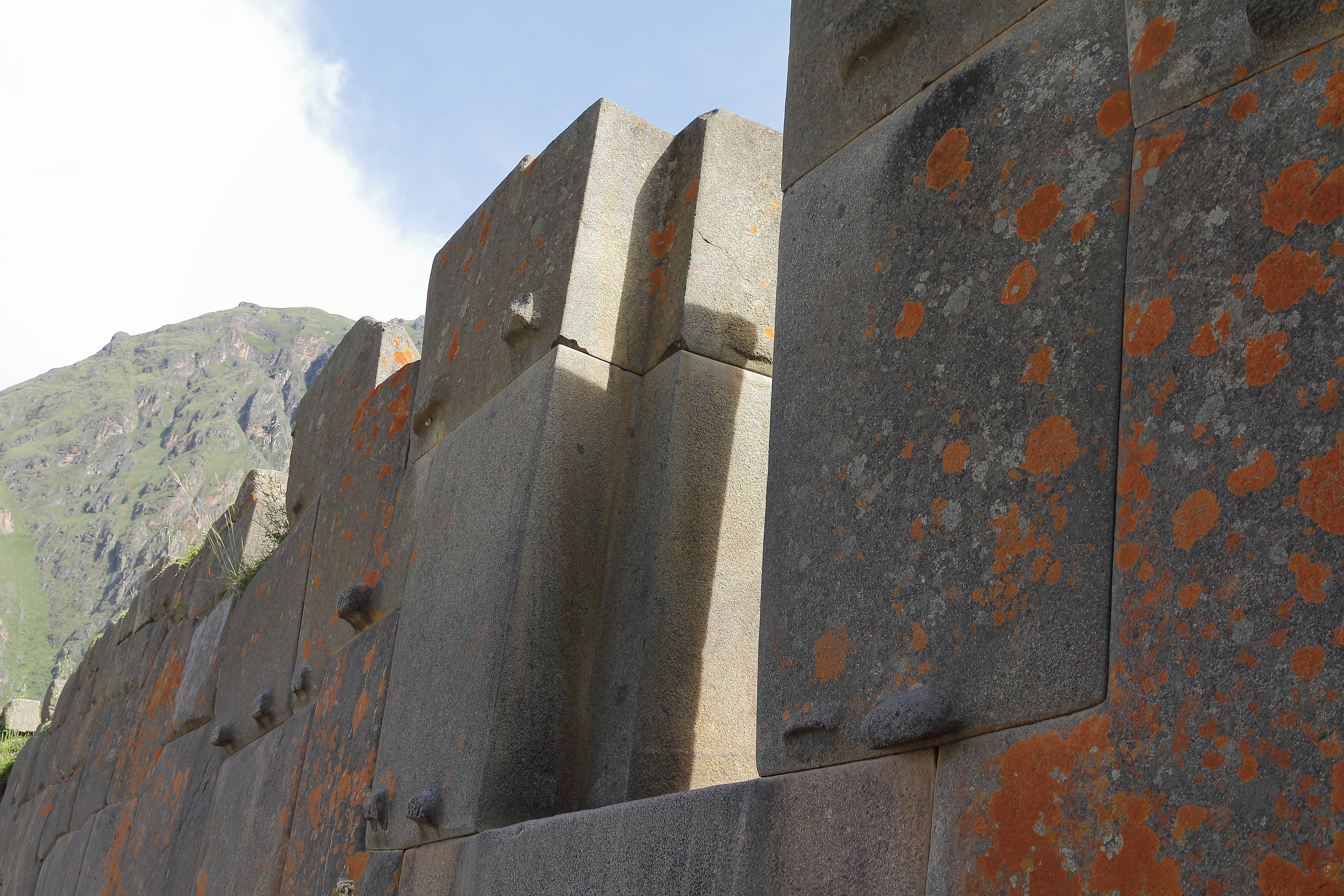
Appareil de mur cyclopéen à Ollantaytambo (2).
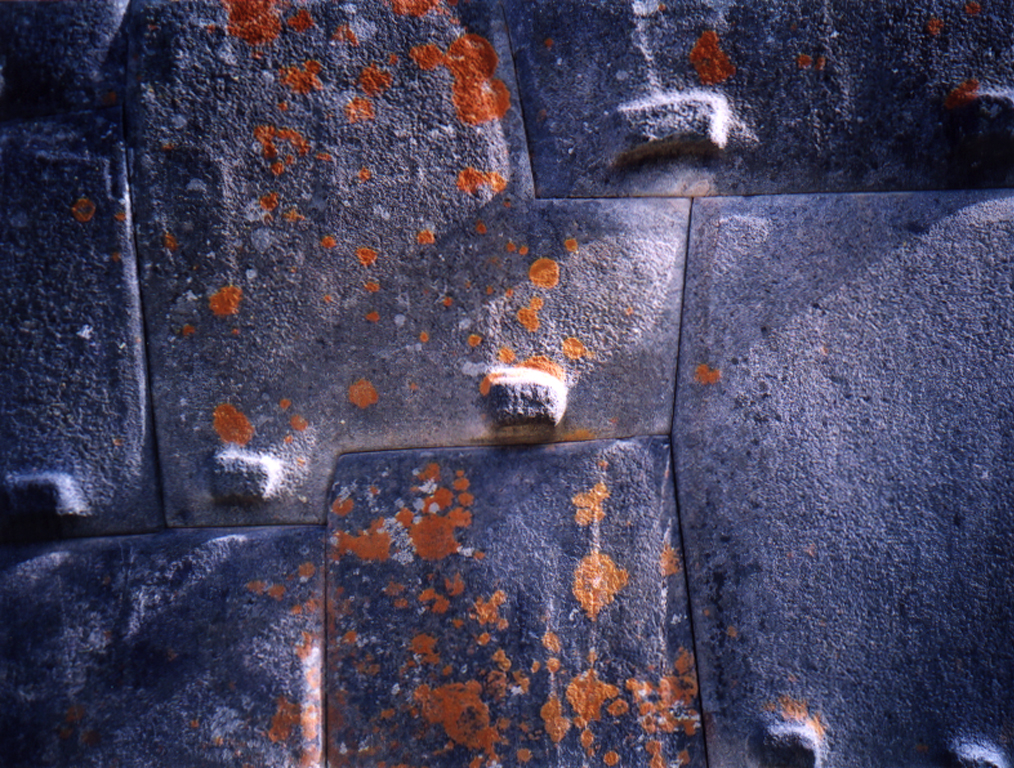
Finesse de l'appareillage fameux des murs incas, à Ollantaytambo.
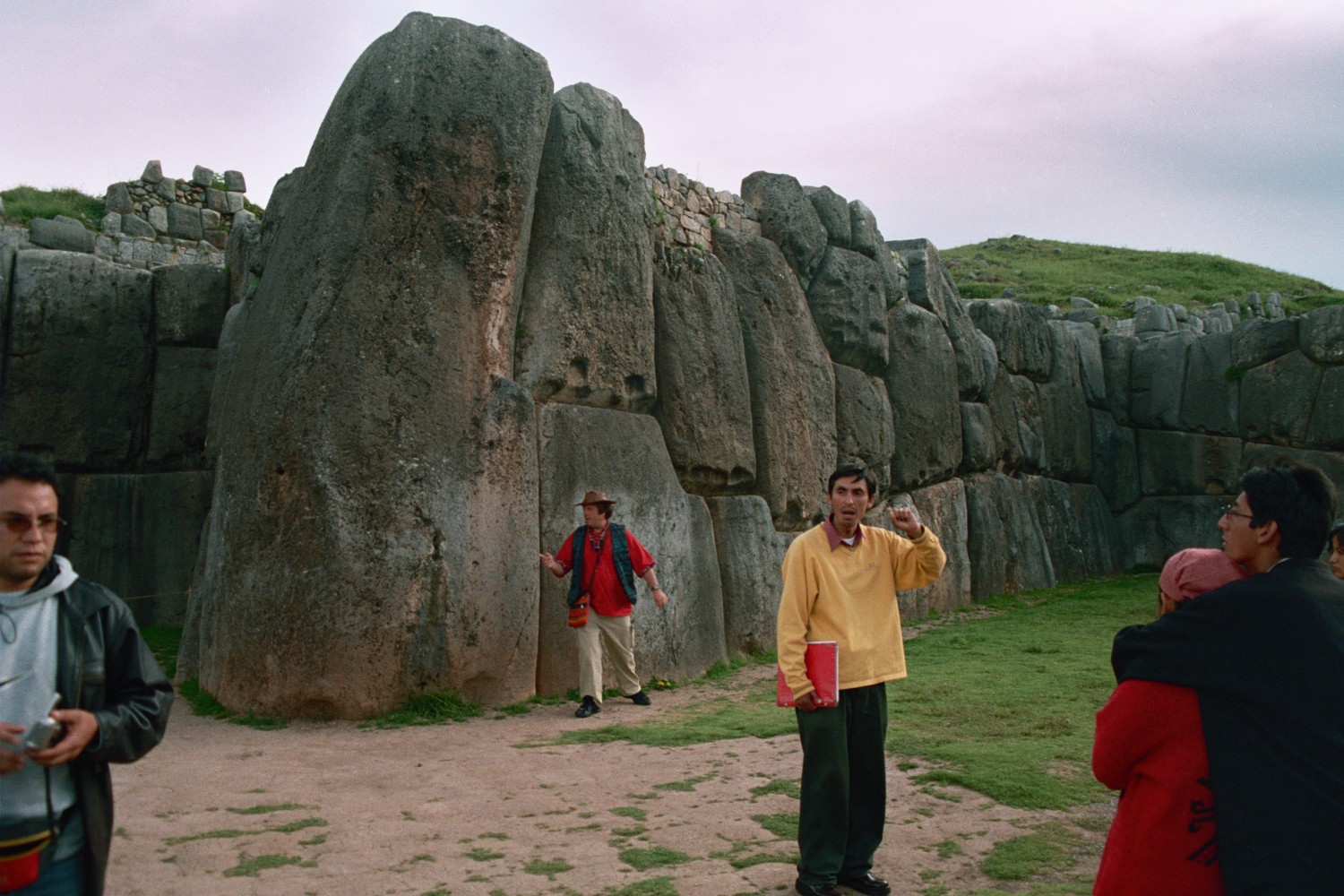
Autres murs cyclopéens incas (forteresse de Sacsayhuamán au Cuzco). Les pierres les plus grandes pèseraient de 128 à 200 tonnes[16].

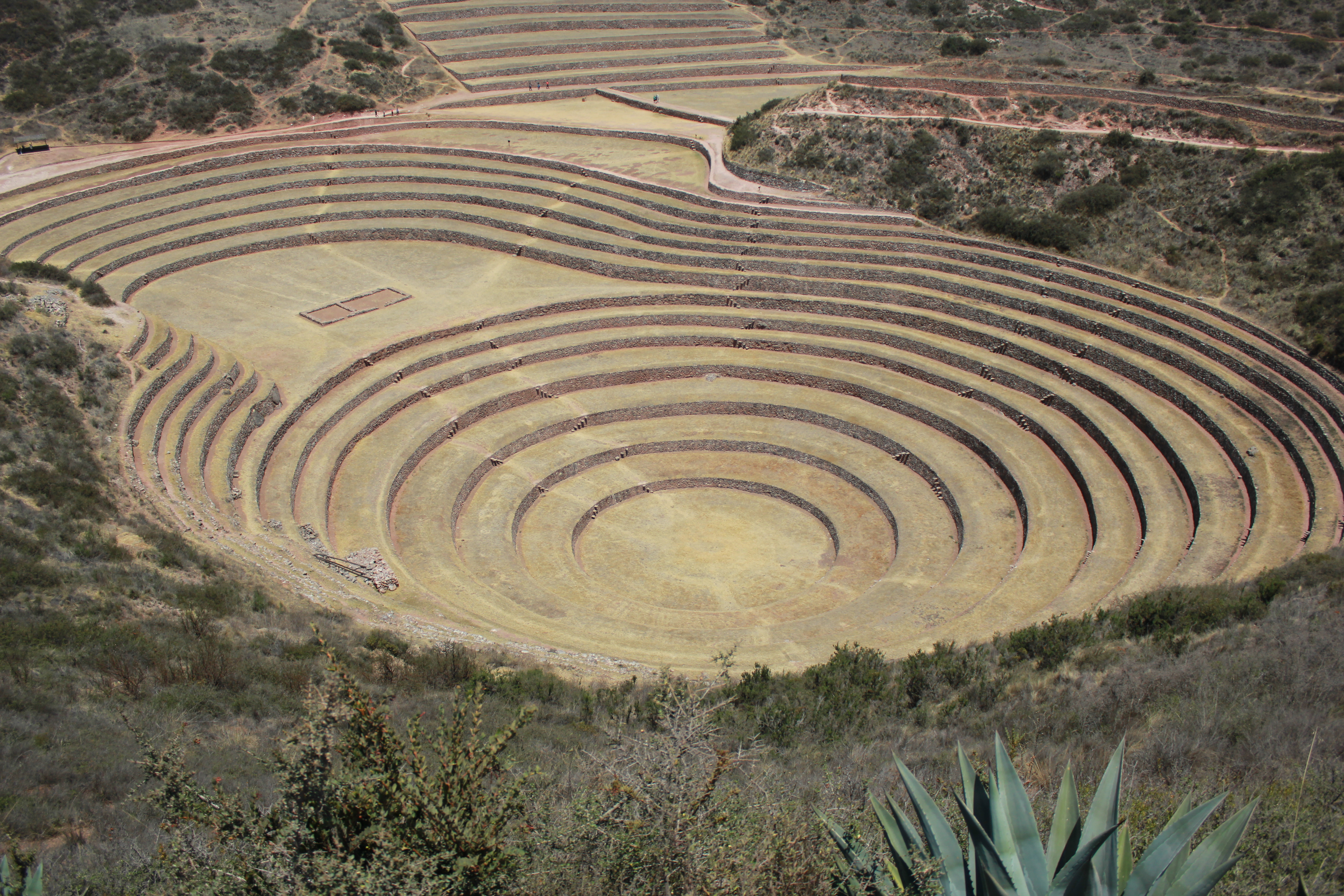
Terrasse incaïque sur le site archéologique de Moray, à cinquante kilomètres au Nord-Ouest de Cuzco, sur l'Altiplano à plus de 3500 mètres juste à l'Ouest du village de Maras. Terrasse circulaire (parmi d'autres à différentes hauteurs) d'environ 30 m de profondeur, conçue ainsi afin d'optimiser au maximum l'ensoleillement et créer un microclimat permettant des cultures tropicales malgré la haute altitude, et peut-être aussi des expérimentations et innovations agronomiques ; elle présente aussi un système d'irrigation complexe.

##### Étagement de l'agriculture et implications sociales
Autre fait remarquable : dans les Cordillères, on observe une conjonction de l'altitude et de la latitude ; toutes les altitudes (depuis le niveau de la mer jusqu’à la plus haute voisinant les 7 000 m, et ce sur une courte distance engendrant un puissant dénivelé et une barrière climatique) voisinent avec les latitudes tropicales et équatoriales, ce qui produit un échelonnement sans pareil des zones géographiques. Ceci représente pour les peuples des Andes à la fois une contrainte et une opportunité qu’ils surent mettre à profit, car ils disposaient ainsi, dans l’espace relativement réduit d’une seule marka (territoire et terroir d’un ou plusieurs ayllu, communauté ethnique ou villageoise), à portée de marche, de toute une palette de climats favorisant une diversification de l’agriculture, à condition de savoir en tirer parti grâce à un étagement de l'agriculture communautaire.
En Équateur, par exemple, on trouve une forêt dense, inhabituelle à cette hauteur, entre 2800 et 3 000 m. De même, au Pérou et en Bolivie, la zone où l’on trouve le climat le plus tempéré se situe plutôt entre 3000 et 4 000 m : c’est pourquoi celle-ci « était considérée comme la plus apte à l’habitation permanente par les Incas, qui y construisaient leurs villages à proximité des cultures de maïs », que les Indiens appelaient zara, et des cultures de quinoa (Chenopodium quinoa). (Sous les latitude en France, cette zone n’est pas vraiment cultivable). La capitale de l’Empire, le Cuzco, se situe exactement au cœur de cette zone privilégiée à 3 400 m en moyenne.
De part et d’autre de cette zone habitée, les deux autres paliers écologiques étaient aussi exploités : au-dessus de 4 000 m, s’étend à perte de vue l’altiplano andin ; ce sont « les landes froides de la puna, destinées au pâturage et à la culture des tubercules ». Ces plantes tubéreuses sont l'ulluku (chénopodiacée), la mashwa (Tropaeolum tuberosum) et « l’oca (Oxalis tuberosa) ainsi que [la plus connue ici] la pomme de terre appelée papa par les montagnards », dont « les indiens ont su sélectionner environ 700 variétés, appropriées à divers usages et à divers climats, en particulier aux hautes altitudes ». Cette vaste zone de steppes où poussent dru de courtes graminées d’altitude, se hausse jusqu’aux premières neiges persistantes, et restait en indivision à la libre disposition de chaque famille de l’ayllu pour élever leurs troupeaux de camélidés : lamas et alpacas, « dont la garde était confiée aux enfants ou aux adolescents. Car, de toute l'Amérique précolombienne, les Andes étaient la seule région dans laquelle l'élevage fut pratiqué ».
Au-dessous de 2 000 m, en revanche, les peuplades autochtones pouvaient cultiver la coca rituelle, le coton et de nombreux arbres fruitiers. Ainsi que les « courges, piments, haricots, patates douces, manioc, arachide, tomates, avocats, pour ne mentionner que les plus importantes ».

« L’idéal, pour les communautés indiennes, était de pouvoir exploiter ces trois niveaux écologiques, afin de disposer de tous les produits nécessaires. Ces zones se trouvant parfois assez éloignées les unes des autres, les communautés envoyaient, dans les basses terres et dans les hauteurs, des familles de colons, les mitimaes, qui se consacraient plusieurs mois durant aux cultures. Ce terme désignait aussi toute population déplacée, ainsi que les garnisons militaires installées par l’Inca sur les territoires [récemment] annexés. »

Cette nécessité de l'étagement agricole a d'ailleurs peut-être contribué au système andin original de gestion collective des terres cultivables (préincaïque, mais qui a continué à avoir cours dans l'Empire sous les Incas, le tribut communautaire coexistant avec le tribut impérial, l'un et l'autre sous forme de travail collectif) : en effet, chaque famille se voyait attribuer un lopin de terre proportionnel à la taille de la famille à chaque étage de culture. L'ensemble de ces parcelles constituait le lot attribué à la famille par l'ayllu (la communauté villageoise de base, de nature plus ou moins tribale) ; « son extension devait être suffisante pour assurer la subsistance du groupe familial auquel il correspondait » ; ce lot était réévalué chaque année au cours d'une cérémonie rituelle, parfois « purement symbolique », parfois réellement redistributive pour tenir compte des changements intervenus dans la communauté : mariages, naissances, décès, maladies, infirmités… L'unité de mesure foncière de ces lopins de terre était le tupu qui était comme l'arpent des terres andines : « Le tupu était en effet la superficie [agricole] nécessaire à l'entretien d'une personne ». On ne connaît pas avec exactitude aujourd'hui la superficie de cette unité de mesure de surface agraire du tupu (même si on peut en donner une estimation) : ainsi, elle varie selon les sources, mais surtout elle était probablement variable dès son origine, dans son principe, puisqu'elle était rapportée non à une surface précise mais à une mesure humaine (surface, proportionnée à sa productivité agricole, capable de nourrir une personne pendant un an). Alors la surface du tupu varie selon la valeur agricole de la parcelle, et donc un tupu de terre riche et irriguée était plus petit qu'un tupu de terre sèche nécessitant une jachère importante par exemple.

#### Communications
Mais au premier rang des contraintes liées à l'étirement géographique de l'Empire Inca, on conçoit la difficulté des communications au sein d'un empire constitué la plupart du temps par des guerres de conquête, et donc du contrôle des régions excentrées, celui-ci s'exerçant sur des ethnies nombreuses et bien différentes.
Cette nécessité a donné lieu à l'agrandissement et à l'intensification d'un réseau routier exceptionnel, le Qhapaq Ñan (« Chemin royal » ou Chemin de l'Inca), construit dans les conditions extrêmes d'un environnement de très hautes montagnes, au perfectionnement d'un savant système d'irrigation et de diverses innovations agricoles, ainsi qu'à la mise sur pied d'un quadrillage administratif systématique et remarquablement efficace. L'organisation sociale ainsi administrée était fondée sur l'éthique de la réciprocité « positive » : travail communautaire (tribut sous la forme d'un système de corvée : la Mita, et aussi travail d’entraide volontaire collectif : le Mingay ou Minga, ou encore Ayni) ; silos à grains et Qollqa : « greniers publics construits dans tout l'empire […] pour parer aux sécheresses, mauvaises récoltes et famines » ; partage et propriété collective des terres. Encore une fois, toutes ces caractéristiques de l'organisation sociale prévalaient déjà souvent dans les antiques cultures andines pré-incaïques, mais elles furent conservées, répandues ou amplement développées par les Incas.

Qhapaq Ñan et Qollqa : chemins vertigineux et greniers d'état
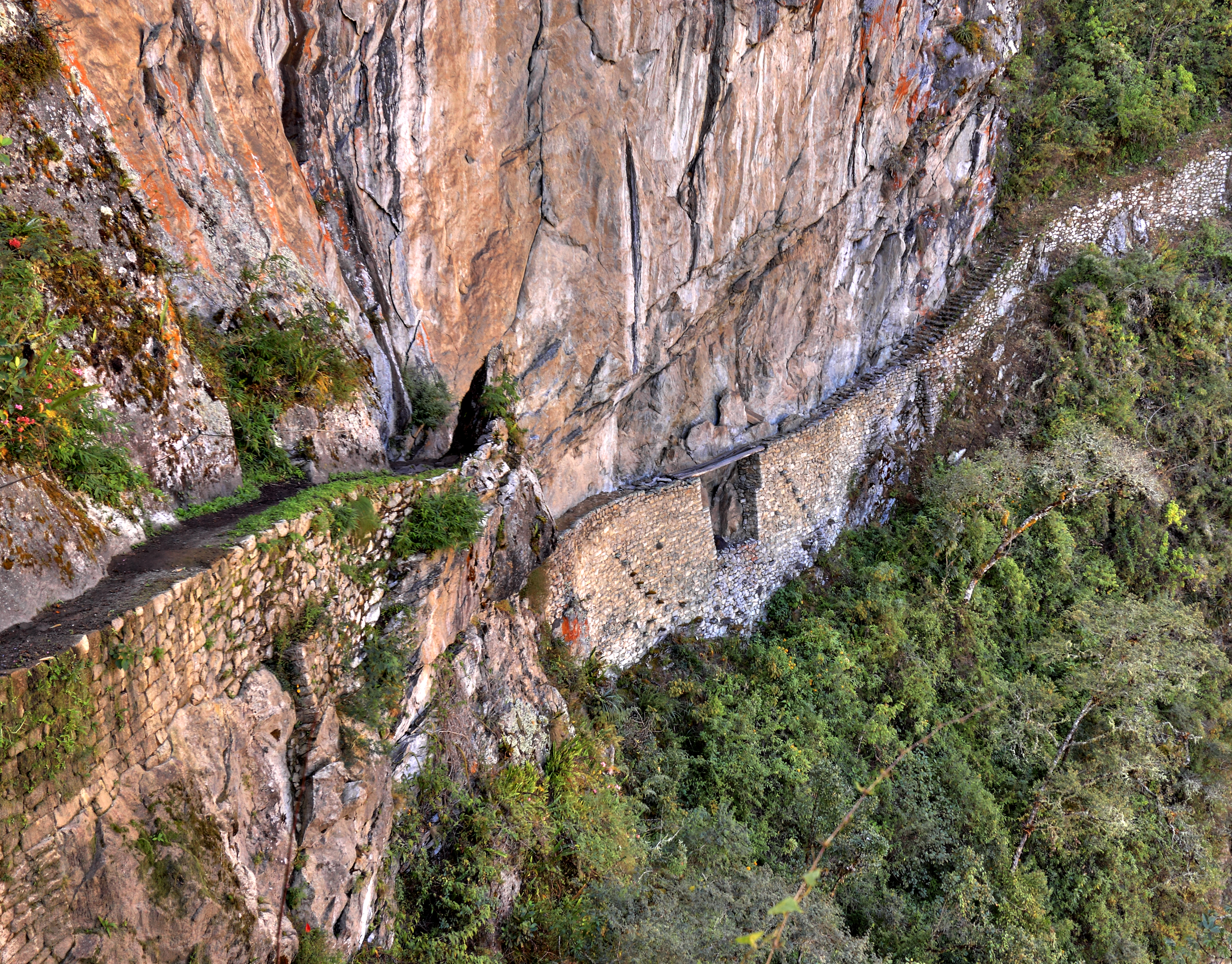
Travaux de génie civil inca pour le Chemin de l'Inca vers le Machu Picchu. (Lieu-dit le Pont de l'Inca, chemin d'accès facilement défendable pour la citadelle du Machu Picchu).
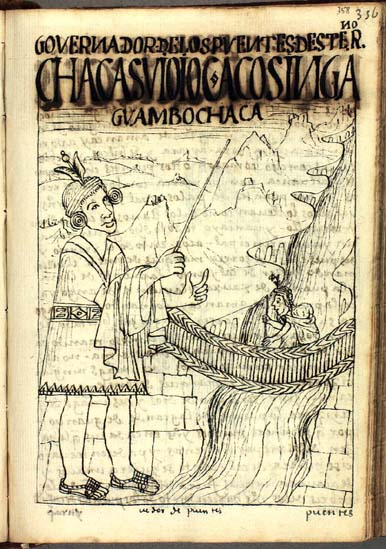
Ingénieur Inca responsable des ponts sur le Qhapaq Ñan, dessiné par le chroniqueur autochtone du XVIe siècle Felipe Guaman Poma de Ayala.
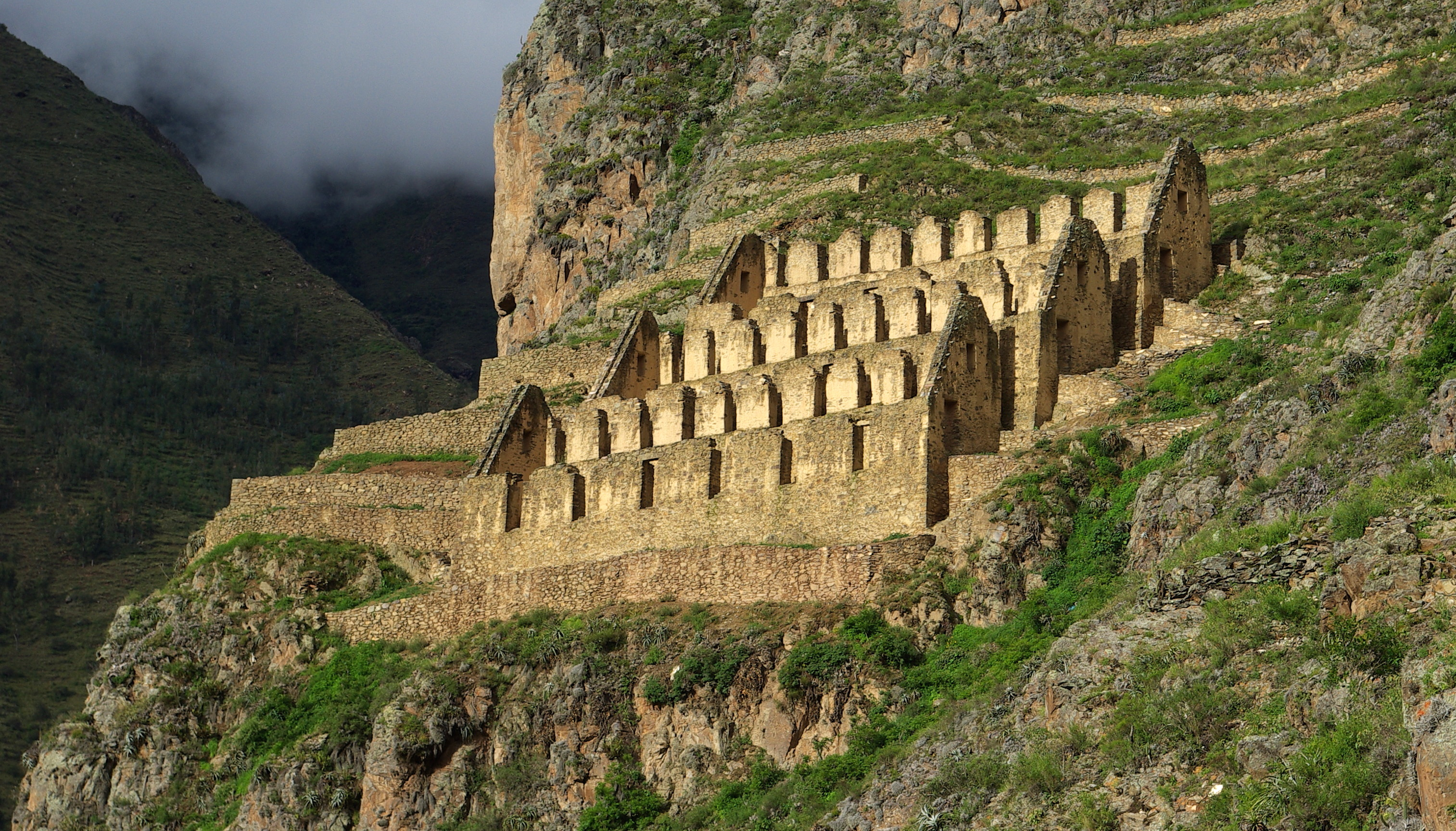
Site de Pinkuylluna, au nord-est d’Ollantaytambo : ruines, à flanc de coteaux, des greniers publics à deux étages ou « magasins de l’Inca », nommés en quechua Qollqa ; le grain, dûment enregistré par les Quipucamayocs (comptables gardiens des Quipus), était versé par la fenêtre haute d’amont, et plus tard retiré par les ouvertures côté aval. « Des études ont montré que la ventilation sur ces hauteurs était très bonne pour sécher et conserver les graines »[26].
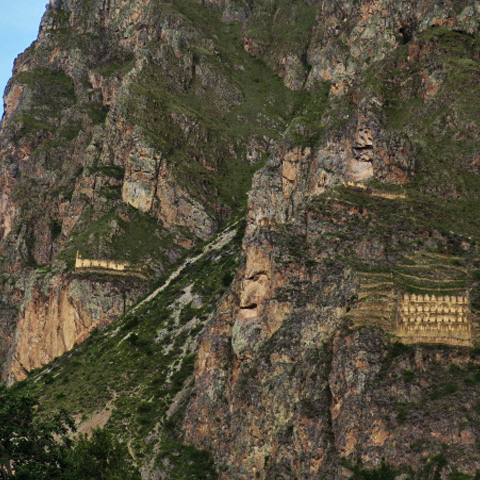
Ces qollqa, servant entre autres de silos à grains, étaient parfois quasiment troglodytes comme ici, toujours près d'Ollantaytambo. Au centre, on distingue une formation rocheuse appelée "le profil [ou visage] de l'Inca"[N 9].
Pont suspendu de Q'eswachaca, construit selon l'antique technique inca.
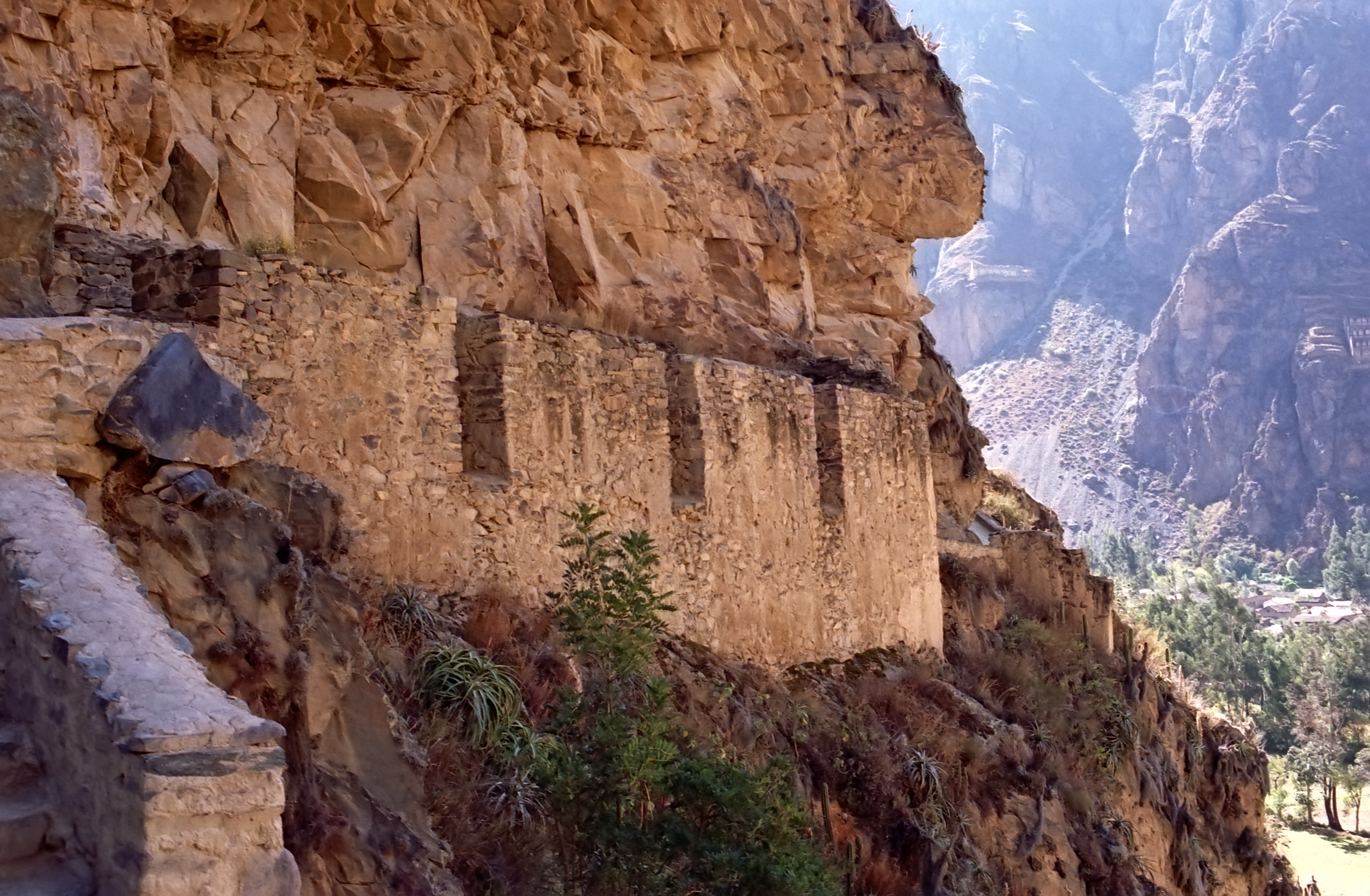
Vestige de Qollqa inca (grenier public) en partie troglodyte, toujours près d'Ollantaytambo.
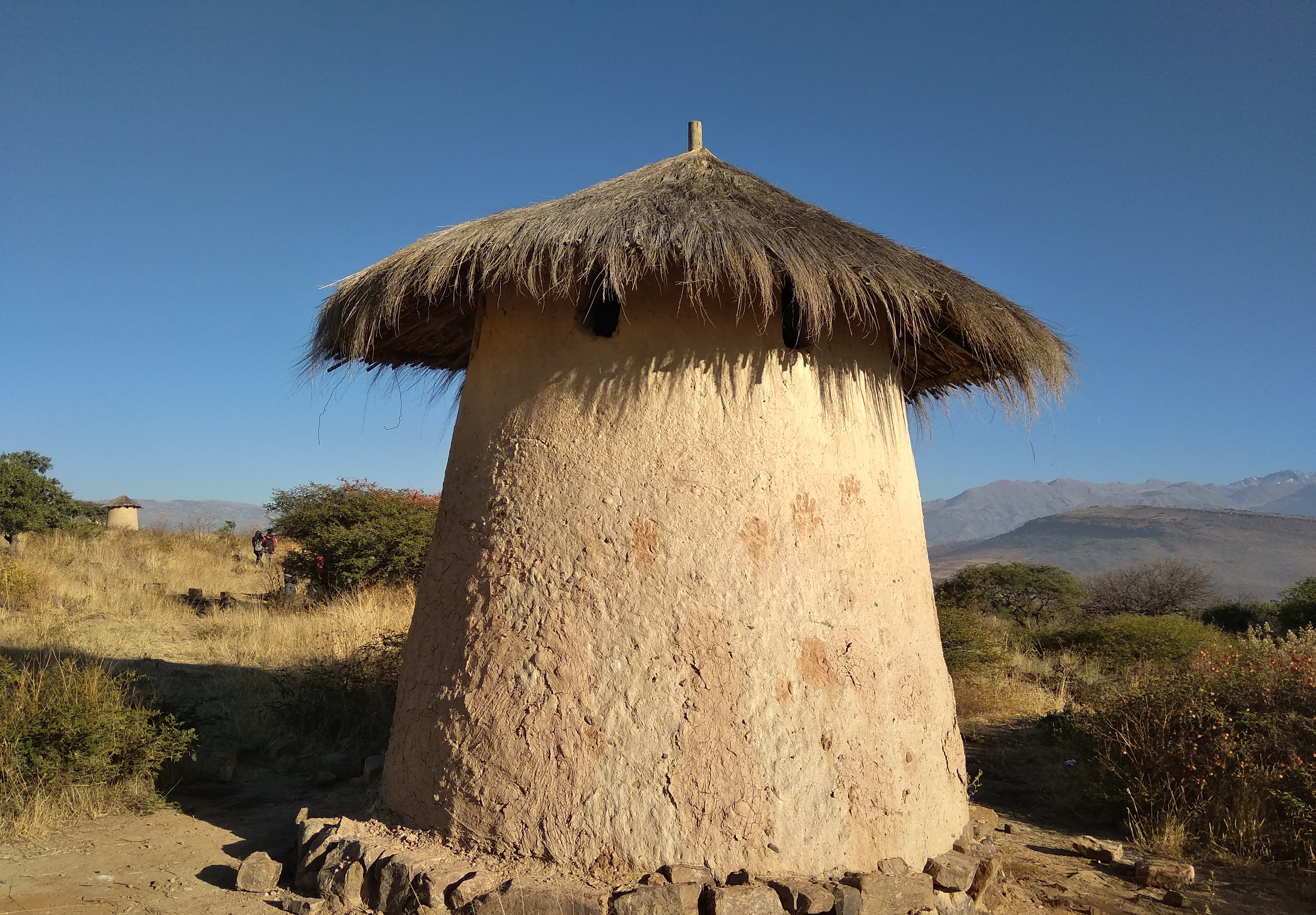
Autre type de Qollqa précolombien (réserve de grain), monument archéologique de Cotapachi (province d'Imbabura, Équateur).

### Un empire et quatre régions

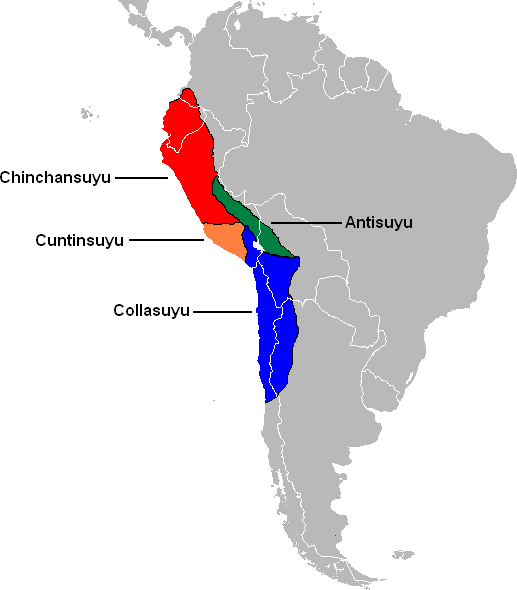
Les provinces du Tawantinsuyu.

Le système des ceques sépare le monde Inca. Chacune de ces « voies », partant du temple de Qoricancha, contient ses propres ayllus (communautés andines) et panacas (ayllus royaux). Certains panacas et ayllus sont du Chinchay suyu, du Nord, d'autres l'Anti suyu, de l'Est, et d'autres encore du Qulla suyu (du Sud) et du Kunti suyu (de l’est). À Cuzco les panacas de Chinchay et Anti Suyu sont Hanan (haut Cuzco) tandis que ceux de Qulla et Kunti Suyu sont Hurin (bas Cuzco). Cela représente l'idée de division quadripartite et d'opposition (entre Hanan et Hurin) dans les Andes.
Ainsi cet empire était partagé en ces quatre régions, supervisées par un apu (« gouverneur ») membre de la famille royale. À chacune de ces régions était associé un étendard de 49 carrés qui s'appelait l'achank'ara, une couleur et une hauteur (« haute » ou « basse »). Il y avait ainsi :
- Les deux régions hautes (« hanan ») :
  - le Chinchay Suyu situé au nord et associé à la couleur rouge,
  - le Anti Suyu situé à l'est et associé à la couleur bleue ;
- Les deux régions basses (« hurin ») :
  - l'Qulla Suyu situé au sud et associé à la couleur verte ;
  - le Kunti Suyu situé à l'ouest et associé à la couleur jaune.

Ces suyus étaient à leur tour divisées en duchés (huammanis), (sous-unités administratives) ou « provinces » qui correspondaient souvent aux différents États antérieurs (chefferies ou llaqtas). À leur tour, ces huammanis étaient divisées en petites « provinces », correspondant souvent aux petites chefferies subordonnées pré-incas, et qui eux-mêmes étaient divisés en ayllus (communautés) ayant chacun leur marka : village en territoires étagés communautaires, selon l'organisation sociale andine traditionnelle préincaïque[réf. souhaitée].

### Capitales provinciales
Les incas établissaient régulièrement des centres administratifs tout au long de leur empire. Des exemples sont Huanuco Pampa et Vilcashuaman. Les incas édifiaient ces centres administratifs afin de subvenir aux besoins de la réciprocité. Là des festivités étaient organisées régulièrement pour les seigneurs, en échange d'une main d’œuvre. Cependant ces centres ne sont pas établis dans les régions côtières et méridionales de l'empire, où des structures étatiques stables existent déjà.
Vers la fin du règne de Huayna Capac, Quito devint une deuxième capitale impériale. Ceci était principalement dû au long séjour de Huayna Capac dans le nord et au fait que l’empereur naquit dans la région de Quito à Tomebamba. Certaines sources prétendent qu’Atahualpa serait né à Quito et que sa mère fut une Quiténienne,.

## Chronologie
D’après María Rostworowski, la victoire contre les Chancas a lieu dans les premières années du XVe siècle :
| Pachacutec                   | 40 ans      |
| Pachacutec et Amaru Yupanqui | 5 - 6 ans   |
| Pachacutec et Tupac Yupanqui | 14 - 15 ans |
| Tupac Yupanqui               | 10 ans      |
| Huayna Capac                 | 50 ans      |

La chronologie selon l’historien péruvien José Antonio del Busto Duthurburu :
|                                        |                    | Règne | Commentaires                                                               |
| -------------------------------------- | ------------------ | ----- | -------------------------------------------------------------------------- |
| Fondation de Cuzco                     | Fondation de Cuzco | 1285  | Manco Capac envahit la vallée de Cuzco                                     |
| Période légendaire                     | Période légendaire | 1305  | Mort de Manco Capac et début du règne de Sinchi Roca                       |
| Période protohistorique ou monarchique | Hurin Cuzco        | 1320  | Règnes de Lloque Yupanqui, Mayta Capac et Capac Yupanqui                   |
| Période protohistorique ou monarchique | Hanan Cuzco        | 1370  | Règnes d’Inca Roca, Yawar Waqaq, Viracocha Inca                            |
| Période historique ou impériale        | Pachacutec         | 1425  | Co-règne d’Amaru Yupanqui en 1450, puis co-règne de Tupac Yupanqui en 1467 |
| Période historique ou impériale        | Tupac Yupanqui     | 1471  |                                                                            |
| Période historique ou impériale        | Huayna Capac       | 1488  | Jusqu’à sa mort en 1528                                                    |

La chronologie fondée sur les chroniques suivantes :  Suma y Narración de los Incas de Juan de Betanzos (1551) et El Señorío de los Incas de Pedro Cieza de León (1880) :
| Ordre | Sapa Inca       | Règne     | Ordre | Sapa Inca                  | Règne     |
| ----- | --------------- | --------- | ----- | -------------------------- | --------- |
| I     | Manco Capac     | 1240-1260 | VII   | Yawar Waqaq                | 1360-1380 |
| II    | Sinchi Roca     | 1260-1280 | VIII  | Viracocha Inca             | 1380-1400 |
| III   | Lloque Yupanqui | 1280-1300 | IX    | Pachacuti                  | 1400-1440 |
| IV    | Mayta Capac     | 1300-1320 | X     | Tupac Yupanqui             | 1440-1480 |
| V     | Capac Yupanqui  | 1320-1340 | XI    | Huayna Capac               | 1480-1523 |
| VI    | Inca Roca       | 1340-1360 | XII   | Inti Cusi Hualpa (Huascar) | 1523-1532 |

La chronologie d’après Miscelánea antártica de Miguel Cabello de Balboa (1586). Elle est extrêmement critiquée pour la durée de plusieurs règnes et parce qu’elle ne coïncide pas avec les études archéologiques. Ici est incluse la correction de Howland Rowe, acceptée par Kauffmann Doig, Ann Kendall, Alden Mason, et Robert Deviller. Cette dernière est elle aussi critiquée, malgré sa popularité, parce qu'elle ne tient pas compte des données archéologiques récentes.
| Ordre | Sapa Inca       | Règne     | Durée  | Révision  | Ordre | Sapa Inca      | Règne     | Durée  | Révision  |
| ----- | --------------- | --------- | ------ | --------- | ----- | -------------- | --------- | ------ | --------- |
| I     | Manco Capac     | 945-1006  | 61 ans | 1200-1230 | VIII  | Viracocha Inca | 1386-1438 | 50 ans | 1410-1438 |
| II    | Sinchi Roca     | 1006-1083 | 77 ans | 1230-1260 | IX    | Pachacuti      | 1438-1473 | 35 ans | 1438-1471 |
| III   | Lloque Yupanqui | 1083-1161 | 78 ans | 1260-1300 | X     | Tupac Yupanqui | 1473-1493 | 20 ans | 1471-1493 |
| IV    | Mayta Capac     | 1161-1226 | 65 ans | 1300-1320 | XI    | Huayna Capac   | 1493-1525 | 32 ans | 1493-1528 |
| V     | Capac Yupanqui  | 1226-1306 | 80 ans | 1320-1350 | XII   | Huascar        | 1525-1532 | 7 ans  | 1528-1532 |
| VI    | Inca Roca       | 1306-1356 | 50 ans | 1350-1380 | XIII  | Atahualpa      | 1532-1533 | 1 ans  |           |
| VII   | Yawar Waqaq     | 1356-1386 | 30 ans | 1380-1410 |       |                |           |        |           |

La chronologie impériale selon le modèle diarchique de Reiner Tom Zuidema de l'organisation impériale :
| Ordre | Sapa Inca       | Moitié | Ordre | Sapa Inca      | Moitié |
| ----- | --------------- | ------ | ----- | -------------- | ------ |
| I     | Manco Capac     |        |       |                |        |
| II    | Sinchi Roca     | Hurin  | II    | Inca Roca      | Hanan  |
| III   | Tarco Huaman    | Hurin  | III   | Yahuar Huacac  | Hanan  |
| IV    | Lloque Yupanqui | Hurin  | IV    | Viracocha Inca | Hanan  |
| V     | Mayta Capac     | Hurin  | V     | Pachacutec     | Hanan  |
| VI    | Capac Yupanqui  | Hurin  | VI    | Tupac Yupanqui | Hanan  |
| VII   | Huayna Capac    |        |       |                |        |

L'ethno-historian finlandais Martti Pärssinen soutient une organisation et une séquence de souverains tripartites de l'état inca:

### Difficultés de datation
La chronologie la plus adoptée, dite « traditionnelle », est celle de John Rowe, développée en 1944, et basée sur celle du chroniqueur colonial Miguel Cabello de Balboa (en). Rowe estime que Balboa transmet fidèlement la tradition orale andine dans sa chronique de 1586, et se fonde sur la « version standard » de l'histoire inca, la plus proche de l'histoire officielle sanctionnée par l'État et chantée lors des cérémonies officielles. Rowe indique que la période de l'Empire inca est de courte durée — ce que confirment les données archéologiques — et voit une expansion fulgurante de l'Empire. La chronologie de Rowe est cependant souvent critiquée, notamment concernant les dates du début de l'expansion inca, c'est-à-dire 1438 à 1471, durant le règne de Pachacutec. Les données de carbone 14 coïncident généralement avec les dates proposées par Rowe, mais divergent des dates proposées pour l'expansion initiale dans la région de Cuzco. Brian S. Bauer, se fondant sur ses découvertes autour de l'ancienne capitale, affirme que l'expansion des Incas dans la région commence vers 1400, trois décennies plus tôt que la date promulguée par Rowe, 1438. Rowe admet dans un cour de 1996 que ses dates sont des approximations. Il existe cependant des doutes sur la capacités des datations au carbone 14 à redéfinir la chronologie de l'expansion inca.
La chronologie de Rowe ne s'appuie que sur la chronique de Cabello de Balboa, à une époque où, les informations de terrain étant peu nombreuses, la recherche archéologique cherchait à vérifier les écrits des chroniqueurs coloniaux espagnols. De plus des doutes sont émis sur le fondement historique de la tradition orale inca, décrite par certains comme mythologique. Mais l'histoire des Incas et de leurs souverains est généralement reconnue comme une « mytho-histoire », possédant une part considérable de vérité mélangée à de la légende, tel que cela a été théorisé par Pierre Duviols, Frank Salomon, Franklin Pease (es), et d'autres. D'après Franck Garcia, docteur en archéologie a l'université de la Sorbonne, « alternativement, les archéologues se firent juges et avocats de ces listes, qui demeurent finalement et irrémédiablement le récit d'une histoire flottante ». Selon ce chercheur, l'histoire inca, quel que soit son fondement historique, est principalement organisée en mythe, et elle reflète souvent les traditions de la société et de l'identité inca. D'après l'anthropologue Gary Urton, ces « tentatives contemporaines d'imposer une espèce de logique occidentale, linéaire, incluant des dates absolues, à la succession de rois dits avoir régné dans les Andes aux temps pré-hispaniques […] reposent sur des bases chancelantes », aucune n'ayant « été confirmée, même dans les termes les plus vagues, par des investigations archéologiques, scientifiques et indépendantes ». Selon lui, « c'est seulement avec la science archéologique […] que nous pouvons donner avec sécurité des dates aux événements de l'ère pré-hispanique et […] commencer à construire un cadre chronologique en vue d'évaluer l’historicité de certains éléments fes mythes incas ».
D'autres historiens estiment que les Incas ne comptant pas les années, il est possible que Cabello de Balboa ait inventé les dates selon ce qu’il considérait le plus probable.
L'historien péruvien José Antonio del Busto à également créé une chronologie approximative du Tahuantinsuyo en l'an 2000, tout en notant que « cet essai n'est pas une Histoire démontrée, c'est une Histoire à démontrer. C'est ce que l'on appelle scientifiquement une hypothèse de travail. Mais dans cette hypothèse, chaque énoncé a sa raison d’être, il nécessite une étude préalable » et que « si nous tombions dans des inexactitudes - comme il est évident dans des tâches de cette nature - nous avons une conviction tenace : la marge d'erreur ne sera jamais grande, elle ne dépassera pas dix années ».

## La fondation du Cuzco et l'origine des Incas
Cuzco est une ville d'altitude (environ 3 400 m), d'une taille modérée, avec environ 300 000 habitants aujourd'hui. Avant l’arrivée des incas s'y trouvait le village d'Acamama. L'étymologie toponymique du nom de Cuzco n'est pas certaine, et diffère selon les sources que l'on choisit (les chroniqueurs espagnols comme Juan de Betanzos (es) ou l'Inca Garcilaso de la Vega) ou selon qu'on le rattache à une origine quechua (Qosqo ou Qusqu : le « nombril (du monde) »), ou aymara (qusqu wanka : le « rocher de la chouette ») ; ou encore le mot pourrait signifier à l'origine « tas inculte de mottes de terre » selon l'anthropologue finlandais Rafaël Karsten (es), notion en accord avec la mission civilisatrice prêtée par la légende à l'ancêtre fondateur Manco Cápac.
Mais Cuzco était en tout cas la cité rassemblant la confédération de tribus dont émergea la caste dominante des Incas, qui en prit bientôt le contrôle et en fit par la suite la capitale de l'Empire, d'où rayonnaient toutes ses routes principales, et aussi les lignes symboliques rituelles des « ceques ». Un peu comme la Rome antique, mais surtout comme les « cités-États », ou les foyers civilisationnels et sanctuaires (Caral-Supe, Chavín, Tiwanaku, Pachacamac…) qui l'ont précédée dans les Andes, Cuzco est la cité véritablement fondatrice de l'empire à venir.

### Origine légendaire

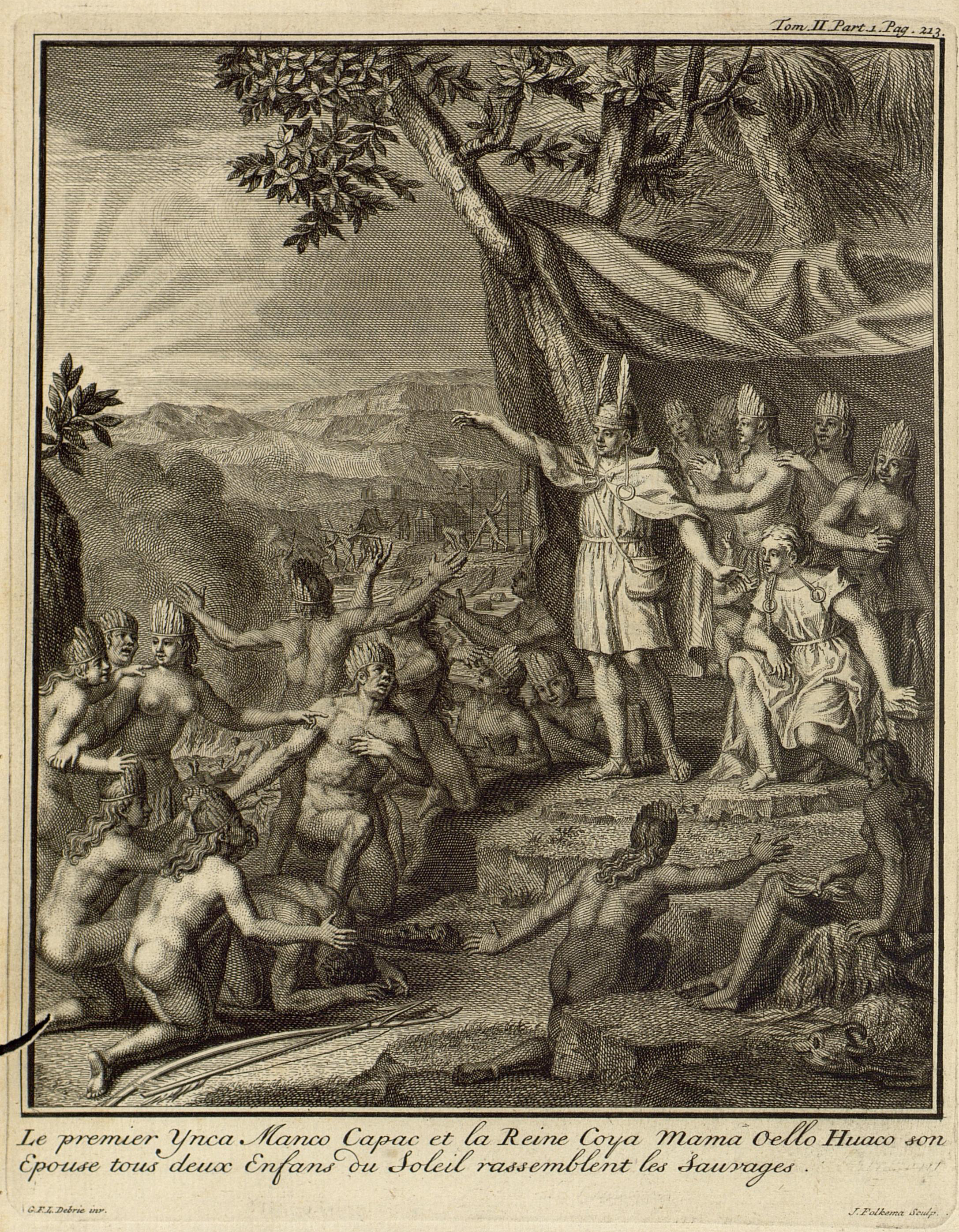
Illustration de 1752, extraite du Voyage historique de l’Amérique Meridionale : fait par ordre du Roi d'Espagne / par Don Georges Juan, et par Don Antoine de Ulloa et qui contient une Histoire des Yncas du Pérou et les Observations Astronomiques et Physiques, faites pour déterminer la figure et la Grandeur de la Terre. - tome second. - Transcription de la légende manuscrite : « Le premier Ynca Manco Capac et la Reine Coya Mama Ocllo Huaco son Épouse tous deux Enfans ou Soleil rassemblent les sauvages. »

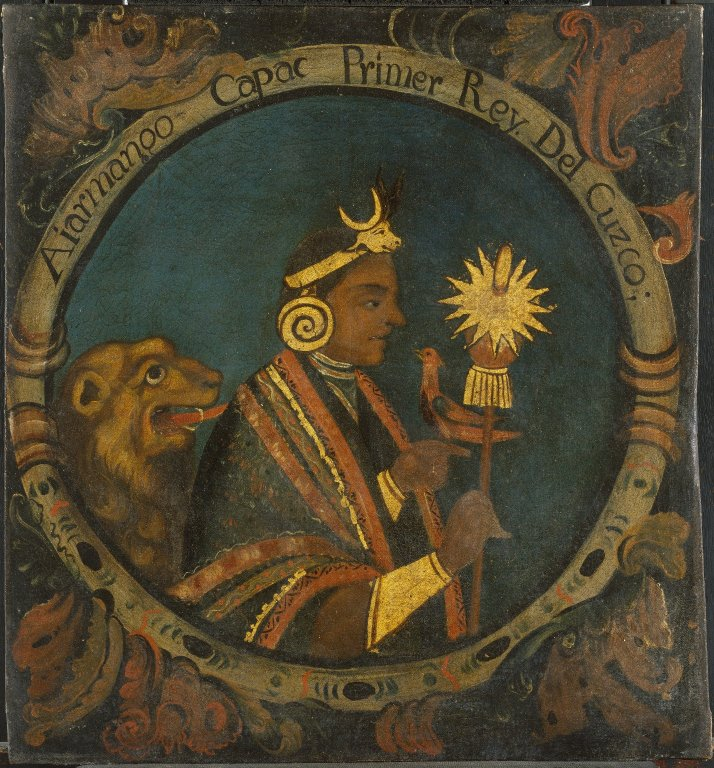
Manco Cápac, le premier Sapa Inca, Brooklyn Museum, Tableau du XVIIIe siècle. Traduction de la légende : « Aiarmango Capac, Premier Roi du Cuzco ». La symbolique qui l'environne ici appartient semble-t-il plus au XVIIIe siècle qu'à l'époque incaïque véritable.

#### Frères Ayar
Selon la légende des frères Ayar, transmise par une importante tradition orale, les ayllus (lignages) Incas venaient de « trois fenêtres », ou cavernes, à Paqaritampu, l'auberge de la production, sur la colline Tampu Tocco. De celle du milieu, Capac Toco, sortaient quatre frères, Ayar Manco, Ayar Cachi, Ayar Uchu et Ayar Auca, ainsi que leurs sœurs-épouses, et des cavernes latérales surgissaient dix lignages. Les frères Ayar et leurs sœurs erraient lentement dans les hauts plateaux, à la recherche de terres fertiles à habiter, en se débarrassant un par un de leurs compagnons; d'abord Ayar Cachi, de peur de ses pouvoirs magiques, puis Ayar Uchu, transformé en divinité, et enfin Ayar Auca, lequel, en pénétrant les terres désignées, ceux où c'était enfoncée une tige d'or lancée par l'une des sœurs Ayar, Mama Huaco, se métamorphosa en pierre, ce qui indiquait la prise de possession d'un territoire, et sous sa forme lithique ordonna qu'Ayar Manco, le dernier des frères, soit appelé à partir de ce moment Manco Cápac, premier souverain de Cuzco,.

#### Manco Cápac et Mama Ocllo
Selon la légende mythique transmise par l'Inca Garcilaso de la Vega, le premier Inca Manco Cápac et sa sœur-épouse Mama Ocllo, nés de l'écume du Lac Titicaca, suivirent le souhait de leur père le Dieu-Soleil Inti et vinrent sur le site de Cuzco où ils lancèrent à plusieurs reprises une javeline d'or (ou une crosse, ou une baguette, selon les sources), cherchant un endroit où elle s'enfoncerait jusqu'à la garde, indiquant que la terre y était suffisamment meuble, épaisse et donc fertile. Ils trouvèrent cette terre d'élection près de la montagne Huanacauri (es), aujourd'hui site archéologique péruvien important du district de San Sebastian ; ils fondèrent là leur ville à l’endroit choisi par le dieu et la nommèrent Qusqu (Cuzco), ayant par ailleurs reçu de lui une mission civilisatrice (notamment pour des innovations agricoles —dont la culture du maïs, et artisanales : voir la section Légende de Manco Cápac et Mama Ocllo de l'article dédié à Manco Cápac). On trouvera une forme développée de cette légende, avec des alternatives, à la section "Inca" de l'article dédié aux récits originels.
Le mythe de l'Inca Garcilaso est souvent critiqué, notamment pour son éloignement des traditions classiques orales, et certains estiment qu'il l'a forgé afin d’idéaliser les Incas auprès du lecteur européen.

### Interprétations de la légende
Les deux principaux mythes incas, la légende des frères Ayar et la légende de la guerre contre les Chankas, relatée par le chroniqueur Juan de Betanzos, en contact direct avec l'histoire orale inca de par sa femme, une noble cuzquénienne, expliquent respectivement l'établissement des incas à Cuzco et les débuts de la grandeur inca, et contiennent toutes deux des parts de vérité. En deçà de l’horizon légendaire, qui exprime souvent sous forme allégorique une part de vérité, on a bien sûr étudié le véritable processus d’occupation de la vallée du Cuzco, à partir des données archéologiques et anthropologiques. Un relatif consensus se dégage pour établir que l’effondrement du royaume de Tiwanaku au XIIe siècle, à cause des rivalités entre ethnies autour du Lac Titicaca (Uros, Aymaras, etc.) et l’invasion des Aymaras dans l'Altiplano andin, donnant naissance aux royaumes aymaras des Collas et des Lupacas, a engendré des déplacements de populations importants. Entre autres, les quelques centaines de membres de l’ethnie Taipicala-Tiahuanaco, après une période semi-nomade, se seraient établis peu à peu dans la vallée fertile du fleuve Huatanay, processus qui culmine avec la fondation du Cuzco. L’éventuel personnage historique à l’origine de ce mythe du premier Sapa Inca, Manco Cápac, aurait été le fils du chef (nommé Apu Tambo) de cette ethnie. Ce chef aurait dirigé l’exode de son peuple depuis la province du Collao (au sud-ouest du Titicaca, département de Puno, Pérou) jusqu’à Tampu tocco une grotte à Pacaritambo (province de Paruro), juste au sud de Cuzco. Manco Cápac serait né au cours de cet exode au XIIIe siècle, dans le village de Maucallaqta dont on retrouve des ruines dans le district de Paccaritambo à 50 km au sud de Cuzco.
Cette hypothèse sur l'origine de l'ethnie Inca est donc celle de la migration progressive depuis le lac Titicaca et les restes de la civilisation Tiwanaku. C'est l'hypothèse la plus communément admise. À l'appui de cette thèse on peut trouver l'une des cosmogonies incas présentant la création du monde comme le surgissement hors des eaux du lac Titicaca du dieu Con Tiqui Viracocha qui créa Inti le soleil à qui il commanda de se lever derrière une roche noire, l'île du soleil qui émergeait en même temps du lac Titicaca (voir la section Inca de l'article Récit originel et l'article Viracocha). De même on peut noter que la langue officielle et sacrée de l'Empire inca, selon Rodolfo Cerrón-Palomino (es) (linguiste péruvien spécialiste des langues andines), sera l'Aymara, la langue parlée justement au sud du lac Titicaca, alors que le Quechua sera la lingua franca (ou langue véhiculaire) de l'Empire, et la plus répandue.
L'origine incaïque à Tiwanaku, ancienne cité impériale, symbolise le passage d'un ancien monde, ou Pacha, moins développé, vers un nouveau, le centre du monde se déplaçant du Sud, perçu comme chaotique, au Nord, ordonnateur. Dans la cosmovision andine, inspirée de l'anthropocentrisme américain, la migration représentait le passage d'une société d'un point vers un autre, déplaçant le « centre du monde », qu'était, selon les incas, qui se croyaient chargés d'une mission ordonnatrice et civilisatrice, et de la prise en charge du monde andin, la société cuzquénienne. Par la revendication des lieux d'origine de Tiwanaku et de Pacaritambo, lieu de sédentarisme temporaire, l'apparat d'État se réclamait de l'ancienne puissance méridionale et justifiait sa migration.
Mais il existe une hypothèse alternative à cette origine « lacustre », qui propose une origine amazonienne à l'ethnie inca, dans les controverses qui entourent la datation du site archéologique de Mameria (en), une antique cité agricole inca découverte en 1979 dans la région péruvienne de Madre de Dios, département du sud-est du Pérou entièrement recouvert par la haute forêt amazonienne. Toute la question est de savoir si ce site, dont la marge d'erreur dans sa datation s'établit dans une fourchette entre le début du XIIIe siècle et la fin du XIVe siècle, est antérieur ou postérieur à la migration de l'ethnie inca dans la vallée du Cuzco [voir « l'hypothèse amazonienne » de la section Origines de l'ethnie inca de l'article dédié à la Civilisation inca]. D'autres sources argumentent l'hypothèse amazonienne de l'origine des Incas à partir de certaines parentés linguistiques :

« […] certains traits, notamment la langue, laissent penser que les Incas seraient originaires de la forêt amazonienne, et que le groupe conduit par Manco Cápac aurait été composé de plusieurs lignages, unis par des liens de parenté. »

### Fondation

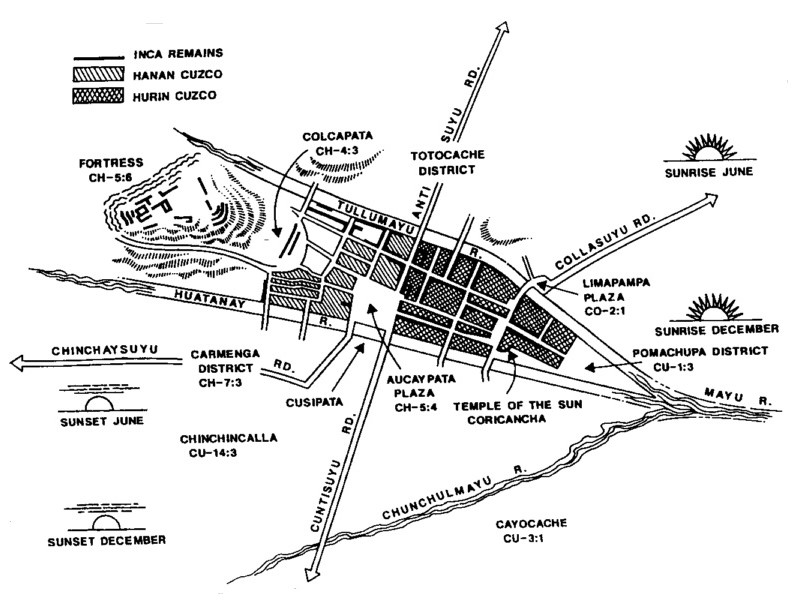
Quadripartition du Cuzco et de l'Empire Inca : plan de la cité au temps des Incas. On peut y distinguer la forme du Puma qu’elle était censée présenter alors, ainsi que le cours des trois rivières qui la baignent et structurent son espace urbain : du nord au sud, les ríos Tullumayu, Huatanay et Chunchulmayu. Sont aussi indiqués précisément l'Est et l'Ouest par les levers et couchers du soleil aux solstices d'hiver (juin) et d'été (décembre).

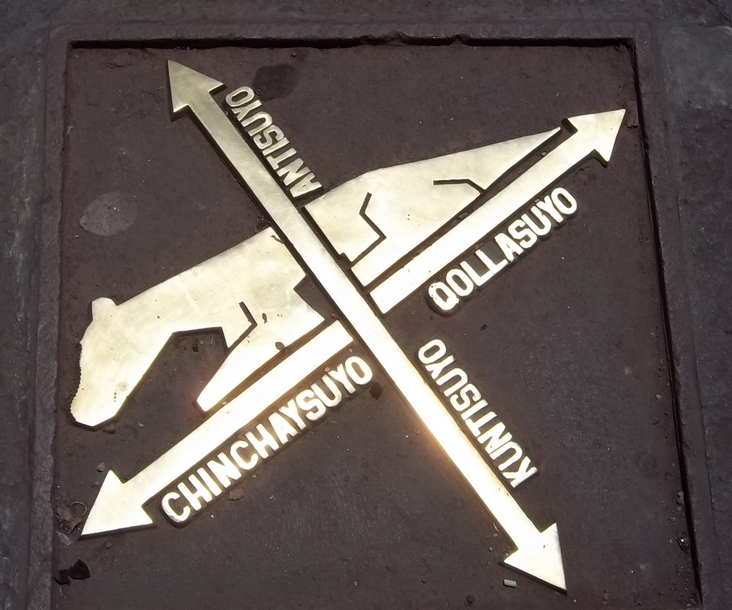
Représentation des quatre régions de l’Empire Inca (ou Tahuantinsuyo, en transcription hispanique), à partir du Cuzco sa capitale en forme de Puma.

On ne connaît pas avec certitude la date, même approximative, de la fondation du Cuzco, mais grâce aux vestiges archéologiques, on s’accorde généralement pour dire que l’emplacement où se situe la cité était déjà habité il y a 3 000 ans. Mais même en ne prenant en compte que la ville historique en tant que capitale de l’Empire Inca (deuxième moitié du XIIIe siècle), Cuzco apparaît comme l’une des villes les plus anciennes de toute l’Amérique.
De même on pense que la restructuration du plan de la cité est l’œuvre du Sapa Inca IX Pachacútec. Le plan du Cuzco antique avait schématiquement la forme d’un puma (un des trois archétypes animaux sacrés des Incas avec le condor et le serpent géant) : la place centrale Haucaypata comme poitrail du félin, sa tête se situant sur la colline où était solidement établie la forteresse de Sacsayhuamán gardant la cité.
Des chroniques anciennes comme celles de Pedro Sarmiento de Gamboa (1530-1592) affirment l’existence de groupes ethniques dans la vallée du Cuzco avant l’arrivée des Incas et l’avènement de l’Empire Inca. Il mentionne les Guallas, les Sahuasiray et les Antasayas comme les peuples les plus anciens, puis les Alcavistas, les Copalimaytas et les Culunchimas considérés comme des peuplements plus récents. De même on doit noter que les Ayarmaca (n’oublions pas que le premier nom de Manco Cápac était Ayar Manco) habitaient eux aussi la région [voir la section Légende des frères Ayar de l'article dédié à Manco Cápac] ; ils étaient au XIIIe siècle une survivance de l'Empire préincaïque Huari, et ils furent les seuls à n’être pas soumis par les Incas, devenant un temps leurs principaux rivaux pour la domination de la contrée.
Cuzco fut la capitale et le siège du gouvernement de la Confédération cuzquénienne des tribus de la vallée puis du premier Royaume Inca (quand les incas prirent le contrôle de la Confédération), et elle l’est restée à l’époque impériale, devenant la ville la plus importante des Andes et de toute l’Amérique du Sud. Le centralisme de l’Empire, convergeant sur la personne de l’Inca suprême dont elle était le séjour majoritaire, a contribué à donner une aura à la Cité qui l’a amenée à son apogée et en a fait le principal foyer culturel et le grand axe, le carrefour du culte religieux, comme le cœur de la machine administrative de l’Empire.

Forteresse inca de Sacsayhuamán (décembre 2006 - Vue Panoramique). Les trois murailles successives en dents de scie sont censées représenter le museau et les dents du Puma dans le plan d'urbanisme précolombien de Cuzco. Le site a été le théâtre d'une grande bataille lors du soulèvement de Manco Inca et les ruines sont présentement un site touristique, mais aussi mémoriel et cérémoniel. La date exacte d'édification de ces murs ainsi que l'ajustement précis et le déplacement de blocs mégalithiques (peut-être jusqu'à 300 tonnes) représentent un mystère pour une civilisation n'ayant pas inventé la roue et ne connaissant pas les métaux durs.

## Histoire

### Contexte de formation de l'empire
À leur arrivée dans la région de Cuzco, les Incas ne sont qu'un peuple parmi d'autres. Ces petites puissances régionales s'affrontent dans des guerres locales. Les Incas participent à une confédération avec d'autres groupes en occupant dans un premier temps un rang subordonné et non dominateur. Ils adoptent la langue quechua, qui devient la lingua franca du plateau andin — ils la propageront ensuite sur tout le territoire.
La confédération repose sur deux moitiés : le hanan, la moitié du haut, formée par les peuples originaires de l'endroit et le hurin, la moitié du bas dont font partie les Incas. Le hanan détient les pouvoirs politiques et religieux et le hurin les pouvoirs militaires. Cette répartition des pouvoirs explique en partie la montée en puissance par les armes du groupe inca.

### Premiers souverains incas
Sous Sinchi Roca, puis Lloque Yupanqui, Mayta Capac et Capac Yupanqui, ils renforcent leur position dans le bassin de Cuzco. Pour avoir pillé les villages aux alentours et repoussé les attaques adverses, on leur reconnaît un rôle prépondérant dans la confédération. Ainsi, à la mort de Capac Yupanqui, Inca Roca s'empare du contrôle de la confédération, et les Incas imposent leurs lois à toutes les tribus.
Son successeur, Yahuar Huacac, n'est pas aussi brillant et une conspiration met fin à son règne. Mais vers 1400, les Incas reprennent leur expansion avec Viracocha Inca. Malgré tout, leur territoire ne dépasse pas un rayon de quarante kilomètres autour de Cuzco.

### Expansion de l'empire et règne de Pachacutec

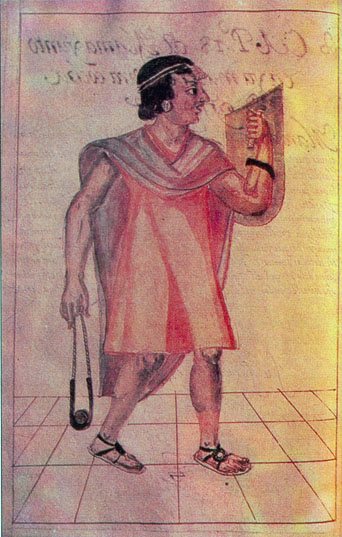
Pachacutec, Sapa Inca IX (empereur), qui régna entre 1438 et 1471, ici dessiné par Martín de Murúa (chroniqueur espagnol du XVIe siècle).

Avec Viracocha, l'empire inca conforte sa domination sur la région et étend son territoire. Mais vers la fin de son règne, les Chancas, ethnie de tradition nazca, menacent l'empire. En 1438, ils envahissent les terres fertiles autour d'Abancay et marchent vers Cuzco. Viracocha abandonne la ville et se réfugie avec son fils héritier Urqu dans la citadelle de Calca. Mais un autre de ses fils, Pachacutec reste dans la cité et organise sa défense. Après l'échec d'un premier assaut (bataille de Carmenca), Pachacutec poursuit les Chancas, et, aidé par quelques seigneurs alliés, les met définitivement en déroute (bataille de Yahuar Pampa). Cette victoire amorce la véritable extension de l'empire inca, qui comprend désormais plus que les seuls territoires voisins de leurs localisation originelle.
Pachacutec, désormais empereur, reprend une à une les villes conquises par les Chancas. De 1445 à 1450, Pachacutec étend son territoire jusqu’au lac Titicaca (voir guerre inca-colla).
De plus, il envoie son frère et général Capac Yupanqui conquérir plusieurs états au nord de Cuzco, mais celui-ci va préparer un coup d’État pour renverser Pachacutec. C’est pourquoi Capac Yupanqui est exécuté aux ordres de Pachacutec.

### Corégne d’Amaru
Pachacutec, vieillissant, décide de nommer successeur et co-régent son fils préféré, Amaru Yupanqui; mais ce dernier se montra incapable d’accomplir ses obligations militaires. L’empereur, alors attristé par ce fait, décide de faire la sourde oreille concernant les capacités militaires de son fils. Mais à la suite d'une révolte dans le Collao qui montra d’avantage les défauts du prince héritier, Pachacutec prend enfin la décision de le remplacer. Cependant Amaru Yupanqui abdique par lui-même avant que cela ne peut arriver.

### Apogée de l'Empire

#### Règne de Tupac Yupanqui

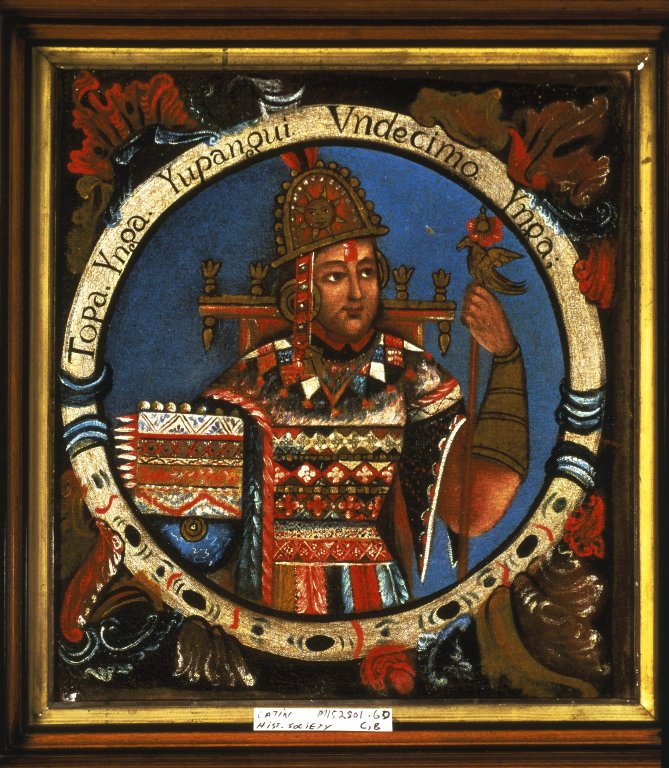
Tupac Yupanqui, Sapa Inca X (et non onzième comme il est indiqué au frontispice de ce tableau du XVIIIe siècle), conservé au Brooklyn Museum.

En 1463, suivant l’abdication d’Amaru Yupanqui, Pachacutec lève une armée qu’il confie à son nouvel héritier, Tupac Yupanqui, afin de soumettre à l’autorité des Incas les immenses territoires séparant Cajamarca de Cuzco. Après les Anqara, les Huancas et les Wayla, les Chimús, dirigés par Minchansaman, tombent à leur tour (vers 1470 dans la guerre chimú-inca), sans opposer de résistance significative.
Les succès militaires s’expliquent par l’existence d’une caste de jeunes nobles très entraînés et par la constitution d’une armée permanente qui peut atteindre rapidement toutes les parties de l’empire en cas de troubles. Les populations hostiles sont déplacées à l’intérieur du pays et remplacées par des sujets loyaux envoyés en mitimaes (colons).
Les Incas intègrent les techniques chimú de métallurgie, de tissage et de céramique de masse. Ils bâtissent de nouvelles villes dans les territoires conquis pour régler les affaires économiques et militaires. Les administrateurs de l’Inca prélèvent environ 66 % de taxes sur les produits agricoles et manufacturés (tissus et bière de maïs par exemple) et exigent la corvée d’État (mit’a) pour l’exécution de grands travaux (routes, irrigation, drainage, terrassement agricole, carrières, mines, construction des forteresses et des villes nouvelles).
Tupac Yupanqui meurt assassiné en 1493 au terme de complots incessants. Son fils Huayna Capac lui succède.

#### Règne de Huayna Capac
Huayna Capac doit faire face à d’incessantes révoltes dans l’extrême nord de l’empire, ou l’éthique de la réciprocité et les liens culturels qui lie les peuples des Andes peruvienne et de l’altiplano andin. Ainsi il soumet définitivement les Kara, ou Caranquis, les Quitus, les Pastos et les peuples du golfe de Guayaquil. Rien ne peut arrêter l’expansion de l’empire qui s'étend jusqu’au sud de l’actuelle Colombie.
À son apogée, l'empire inca s'étend sur le Pérou (berceau originel), la Bolivie, l'Équateur et une partie de la Colombie, de l'Argentine et du Chili, soit plus de 950 000 km2. Des objets incas sont retrouvés dans une grande partie de l'Amérique du Sud, jusqu'à la côte atlantique du Brésil.

### Conquête espagnole, déclin et chute de l'empire

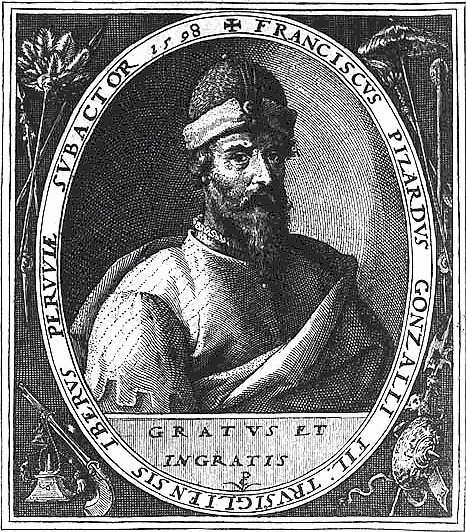
Francisco Pizarro en 1528.

#### Premiers contacts avec les Espagnols
Les premiers contacts entre l'empire inca et les conquistadors espagnols menés par Francisco Pizarro et Diego de Almagro ont lieu entre 1526 et 1528 près de Tumbes, sur la côte nord de l'empire. Huayna Capac aurait même, selon certains historiens, reçu des nouvelles de l’arrivée des espagnols. Mais Pizarro et ses hommes ne restent pas, et ce n'est qu'en 1532, après être retourné en Espagne, que Pizarro pénètre véritablement sur le territoire inca.

#### Guerre de succession
Dès 1527, la variole apportée par les colonisateurs fait de nombreuses victimes. L'empereur Huayna Capac y succombe et meurt sans avoir choisi de successeur. Ses deux fils se disputent alors la succession et l'empire se divise en deux : Atahualpa au Nord et Huascar au Sud. La guerre civile fait rage et c'est finalement Atahualpa qui prendra le dessus.

#### Retour des Espagnols et capture d'Atahualpa
Francisco Pizarro est de retour en 1532 à la tête de 180 Espagnols. Mais ils ne sont alors pas perçus comme une menace, au contraire : selon une légende inca, le dieu Viracocha devait revenir sur terre pour rétablir paix et prospérité dans l'empire. Pizarro est assimilé à ce personnage mythique et est accueilli sans crainte.

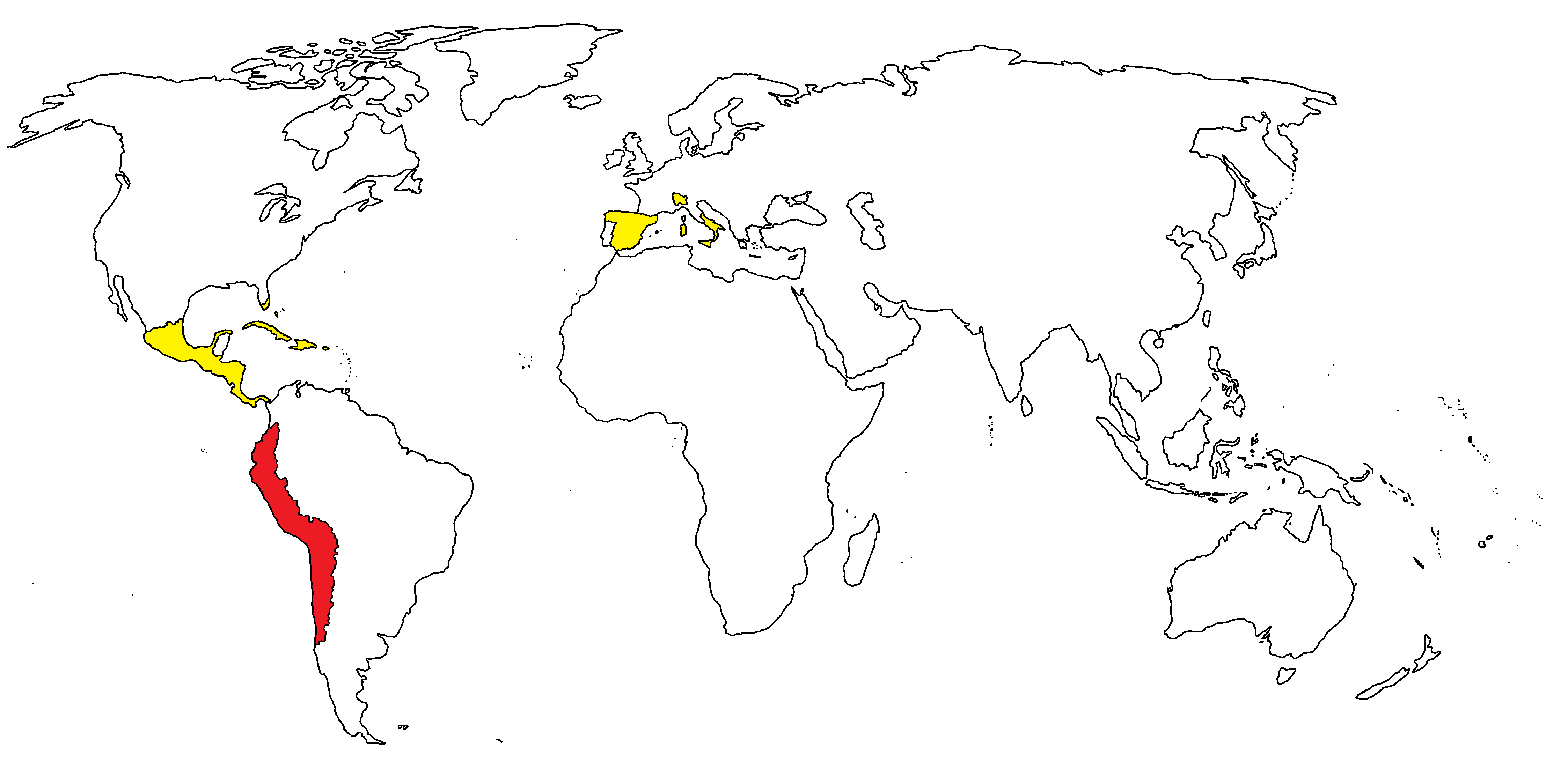
Les Empires inca et espagnol à l’époque de la conquête

Le 16 novembre 1532, à l'issue de la prise de Cajamarca par les troupes de Pizarro, Atahualpa est capturé par les Espagnols. Dès lors, les Incas n'osent pas les attaquer de peur de mettre en danger la vie de leur empereur-dieu. Alors qu'Atahualpa est aux mains des Espagnols, ses armées prennent enfin le contrôle de tout le territoire et réunifient l'empire. Mais Pizarro alimente les querelles et encourage la rébellion des peuples dominés par les Incas : l'empire se morcelle. Toutefois, les Incas espèrent encore et souhaitent retrouver leur empereur. Pizarro propose une rançon : la pièce où est enfermé Atahualpa doit être remplie d'or. Les Incas obéissent mais Pizarro ne tient pas sa promesse et fait exécuter l'empereur déchu le 29 août 1533.
Les causes de cette chute rapide sont diverses. La guerre de succession inca et la variole ont ravagés l‘empire, et l’empereur Atahulpa manquait les capacités militaires nécessaires. La cause principale pour le déclin de l'empire est l’alliance des seigneuries locales, cherchant leur indépendance, avec les autorités espagnoles. Malgré une volonté subconsciente d’unification et d’assimilation culturel exprimée, le pouvoir inca n’arrive pas à supprimer le souvenir de liberté dans les populations des Andes, l'Empire Andin n’ayant pas réussi à créer une identité patriotique avant l'arrivée des explorateurs espagnols. Certains chefs croient pouvoir obtenir une encomienda en récompense de leur collaboration à la conquête, mais les chefferies vont vite perdre leur liberté d’action, leur culture et leurs peuples étant méprisés. Le sentiment de regret qui s'ensuit a pour résultat une certaine nostalgie pour l’époque ancienne impériale incaïque,.

#### Dernières résistances
Les Espagnols se lancent alors à la conquête de tout le territoire, soutenus par les peuples rebelles. Arrivés à Cuzco le 15 novembre 1533, ils pillent la ville et mettent sur le trône le demi-frère de Huascar, Manco Inca. Celui-ci, à la solde des Espagnols, est totalement impuissant face à la dislocation de l'Empire inca. Il essaye tout de même de lancer une insurrection en 1536, reprend une partie du pays, mais échoue à reprendre Cuzco puis Lima. La guerre dure jusqu'en 1545, date à laquelle Manco Inca est assassiné.

#### Rois de Vilcabamba
Les Incas se replient alors sur Vilcabamba, une ville protégée du fait de sa position géographique dans la montagne. Un noyau de résistance inca y subsistera jusqu'en 1572, dirigé par Tisoc, Manco Inca, Sayri Túpac, Titu Cusi et Túpac Amaru successivement. Partout ailleurs, l'hégémonie espagnole est totale.
La résistance aura un sursaut aux XVIIe et XVIIIe siècles, le plus important épisode sera celui de Túpac Amaru II en 1780, toujours avec l’objectif avorté de restaurer l’antique empire du Tahuantisuyu.

#### Conséquences humaines et sociales de la conquête
La conquête espagnole s'accompagne de pillages, d'apport de maladies qui déciment les populations, de la famine (ce que les Incas, un peuple prospère, n'avaient jamais connu du fait de l'utilisation de silos de réserve de nourriture pour faire face aux mauvaises années), de l'asservissement des Indiens et de l'évangélisation forcée de la population, intitulée par les nouvelles autorités religieuses : « extirpation des idolâtries », confiée dès les débuts du XVIIe siècle à des « Visiteurs » : juges ecclésiastiques qui, en tournées d'inspection dans les villages, avec notaires, assistants et force de police, traquaient sans pitié les pratiques « superstitieuses », poussaient à la dénonciation sous couvert de confession, et soumettaient les suspects à la torture à l'instar de la « question » pratiquée par l'Inquisition (qui pour sa part n'avait pas juridiction sur les Indiens d'Amérique du Sud). Les enquêtes et l'évangélisation forcée vont se faire essentiellement en langue quechua et certains peuples, jusqu'alors insoumis aux Incas, devront eux aussi apprendre cette langue qui est aujourd'hui encore parlée par sept millions de personnes en Amérique du Sud.
La démographie indigène durant la colonisation est la suivante :
- 1525 : entre 12 000 000 et 20 000 000 d'habitants ;
- 1553 (après la première phase de la conquête) : 8 200 000 habitants ;
- 1575 (gouvernement du vice-roi Francisco de Toledo) : 8 000 000 habitants ;
- 1586 : 1 800 000 habitants ;
- 1754 : 615 000 habitants.

La terrible chute de population, enregistrée à partir de 1575, correspond à la « pacification » définitive du Pérou et à la généralisation du travail forcé dans les encomiendas et les mines, où près de cinq millions d'Indiens périrent en moins de vingt ans. La première phase d'effondrement de la population, au XVIe siècle, était due tout d'abord aux massacres liés à la Conquista, mais aussi à l'intrusion de nouveaux virus apportés par les conquistadors contre lesquels les indigènes n'avaient pas développé de défense immunitaire, et qui ont donné lieu à des épidémies ravageuses de variole, de grippe et de rougeole. Enfin, « des famines résultant de la dislocation de la vie économique et sociale s'ajoutèrent aux horreurs de la guerre et de la colonisation », parce que « […] la conquête brisa l'équilibre de l'ordre économique et social de l'Empire inca. La distribution même de la population fut changée. […] Il en résulta un effondrement de tout ce qui contribuait à la cohésion des communautés ».

## Organisation politique et administrative

### Gouvernement et administration
L'empire est divisé en quatre régions, Chinchasuyu, Antisuyu, Cuntisuyu et Collasuyu, de la même manière que la ville de Cuzco est divisée en quatre « districts », selon deux axes perpendiculaires imaginaires, organisées selon les notions spatio-temporelles de dualité, d'opposition, et de quadripartition. D'après les chroniques, ces grandes zones sont elles-mêmes subdivisées en unités de 10 000 familles, subdivisées à leur tour en unités de mille, de cent puis de dix familles. Mais les historiens modernes estiment que cette division était d'abord comptable, la véritable structuration étant celle des seigneuries et des ayllus.

#### Monarchie ou diarchie?
Selon l'anthropologue structuraliste lévi-straussien Reiner Tom Zuidema, soutenue notamment par l'ethno-historienne María Rostworowski et l'archéologue français Pierre Duviols, le gouvernement inca est une diarchie. Chaque Suyu a son propre seigneur, dans un système de quadripartition et d’opposition. Les suyu Hanan (hauts) et les suyu Hurin (bas) ont chacun respectivement deux seigneurs, dont l’un (le double ou « Yanapac », également nommé « frère », ou « Huauque ») est subordonné à l'autre. Cette théorie, qui propose une liste royale où règne simultanément les empereurs incas de la dynastie Hurin (Sinchi Roca, Tarco Huaman, Lloque Yupanqui, Mayta Capac, Capac Yupanqui) et de la dynastie Hanan (Inca Roca, Yahuar Huacac, Viracocha Inca, Pachacutec, Tupac Yupanqui), repose sur les documents administratives d'époque coloniale, l'observation de l'organisation géographique de Cuzco, et sur les témoignages des nobles incas auprès du chroniqueur espagnol Pedro Cieza de León. À cause du manque de souverains cités de hurin Cuzco dans les listes royales, et les réécritures successives de l'histoire impériale, ces historiens restent une minorité.
Cependant l'étude des groupes de parenté dans les Andes montre l'existence d'une figure souveraine, dans le cadre du concept philosophique et cosmologique andin de dualité (yanantin) équilibrée entre deux opposés complémentaires appliquée à l'organisation socio-territoriale, dans la partie hurin de Cuzco, et de l’organisation diarchique andine, mais que à Cuzco, hanan est la partie dominante, ce qui fait du seigneur principal de hanan ce que l'on à appelé « l'Empereur inca », ou le Sapa Inca,,. Le seigneur principal de hurin est le Villaq Umu, le grand prêtre de l'empire qui détient, ensemble avec son subordonné hurin, le pouvoir religieux, excluant donc la possibilité que la dynastie hurin mentionnée dans les chroniques, anciennement chef du gouvernement politique et militaire, règne simultanément avec les souverains cités Hanan.
À la suite de ses recherches sur l'organisation socio-territoriale incaïque, Reiner Tom Zuidema, rejetant les récits semi-légendaires des chroniqueurs d'époque coloniale, estime que les souverains cités dans les listes royales représentent des positions et des groupes sociaux, les lignages, ou panacas, qui co-existent pendant la durée de l'empire inca.

#### Administration impériale
L'empereur est conseillé par quatre apu, représentant les quatre régions de l'empire. Au-dessous des apu se trouvent les gouverneurs de provinces, les tukriquq, représentant l'empereur localement. Ils sont entourés de kipukamayoq qui procèdent au recensement de la population à l'aide des quipus, des cordelettes de couleur dont les nœuds fondent un système de calcul. Le recensement revêt en effet un rôle particulièrement important dans un État où les seuls tributs versés le sont sous forme de corvées.
Les seigneurs locaux dirigeant les régions éloignés du pouvoir central s'inscrivaient en parallèle de cette organisation de l'administration impériale, même si les Incas essayèrent de les y intégrer. Ils étaient soumis à l'empereur dans un rapport plus personnel.
Par ailleurs Tupac Yupanqui créa un dénommé « conseil de l'Empire », composé de seize aristocrates venant des six régions de l’empire.
À chaque fois qu'une nouvelle province était conquise, l'Inca envoyait des fonctionnaires pour évaluer la situation économique de la région, et sur la base des renseignements obtenus, l'Inca procédait à la délimitation et à la répartition des terres qui passaient à l'État et aux wakas. Sur les champs de l'Inca et des êtres divins travaillaient les yana (au pluriel yanacuna, de yana, serviteurs, et du suffixe cuna), les personnes n'appartenant à aucun lignage ou groupe de parenté.
L'administration inca gouvernant sur la base des hiérarchies locales et préexistantes, les chefferies, ou llaqtas, gardent leur pouvoir, devenant souvent des provinces, ou Wamani de l'empire, gouvernées par leurs anciens apu kurakas (« souverains principaux »). L'Empire inca, sous la forme du royaume de Cuzco, est également une chefferie andine, mais, à l'époque impériale, ne fait pas des diverses ethnies andines un état unifié, l'empereur inca entretenant des liens personnels avec les souverains locaux censés assurés leur loyauté[réf. nécessaire]. Dans les régions andines du Chinchay Suyu, ou des structures étatiques sont moins développés, les incas établissent une administration présente dans les affaires régionales.

### Relations politiques

#### Relations politiques entre la caste inca et ses sujets
Les relations entre les sujets de l'empire et la caste de nobles incas (appelés par les Espagnols les « Orejones », en français les oreillards) étaient basées sur la réciprocité et le mutualisme dans les Andes (voir Ayni, Mink’a et Mita). Ainsi, dans un empire qui n'avait pas de monnaie et où les marchés n’existaient pas, ces anciennes coutumes socio-économiques règlementaient la société. La caste inca n’était pas directement liée aux peuples conquis mais à leurs seigneurs. Chaque seigneur soumis entretenait des liens personnels de réciprocité avec l'empereur inca. Ainsi, les souverains incas organisaient régulièrement des festivités, principalement à moyen de butin de guerre, pour les seigneurs locaux, et en retour ces derniers leur confiaient leur main d’œuvre, avec laquelle les incas pouvaient construire des auberges (Tampu), des entrepôts (Qollqa), et pouvaient se consacrer à l’amélioration des chemins Incas. Cette infrastructure était nécessaire pour l'empire, puisque les chemins étaient la seul chose qui unissait les multiples vallées dans les Andes, et rendait possible une administration impériale. Sans auberges sur les routes les armées et les habitants n’auraient pu parcourir de longue distance sur ces chemins si importants. La réciprocité était une obligation sans laquelle l’empire n’aurait pu se constituer, puisque Pachacutec, avant de s’engager dans ses premières campagnes militaires, agrandit ses liens réciproques en utilisant le butin de guerre Chancas pour montrer sa « générosité » institutionnelle, afin de faire sa requête réciproque.
Les seigneurs locaux avaient quant à eux des liens réciproques avec leurs sujets, c’est-à-dire les différents ayllus (communautés andines) qui les composaient. En effet, dans le communalisme des Andes, une personne n'était pas entière avant qu’elle ne fasse partie de l’une de ces communautés. En plus de cela les wakas (sanctuaires, divinités, objets sacrés) et les souverains Inca étaient également liés par des liens de réciprocité.

#### Relations politiques au sein de la caste inca
Les relations entre les différents panacas (ayllus royaux) étaient également basées sur la coutume de réciprocité institutionnalisée. Par ailleurs les relations entre ces clans puissants au sein du gouvernement inca étaient extrêmement tendues, chaque panaca voulant conquérir le pouvoir. Les souverains incas décédés étaient, sous forme de momies, appelées malki, dans les mains de leurs panacas respectifs, et c’étaient leurs panacas qui détenaient de facto les terres que les souverains incas, même morts, détenaient de jure. Ainsi les intrigues de cour étaient très fréquentes. Des exemples sont la venue au pouvoir de Pachacutec, qui, selon certains historiens, n’était pas le fils de Viracocha Inca, le souverain précédent, mais appartenait au lignage (panaca) d'Iñaca Panaca; ou encore le coup d’État échoué de Capac Huari contre son frère Huayna Capac, ainsi que la guerre de succession inca.
Les conflits de succession n'étaient pas rares dans l'Empire inca. Les historiens sont divisés sur la nature des successions dans l'espace incaïque. Une vision traditionnelle, fondée principalement sur l'œuvre de l'Inca Garcilaso de la Vega, lequel compile une liste royale de deux dynasties gouvernées par quatorze Incas (la Cápac Cuna), estime que les successions incas étaient basées sur les concepts européens de primogéniture et de monarchie absolue. Une autre vision, se basant sur l'analyse de diverses chroniques coloniales et les recherches récentes dans le domaine, indique que les incas avaient un système d'organisation politique et de succession différents de l'Europe antique et médiévale. Selon cette version les successions se faisaient selon les capacités militaires et administratives du prince héritier, nommé co-souverain auprès de son père afin de mettre à l’épreuve son efficacité. Ce système est mis en place pour éviter les conflits de succession, et voit le jour dès le règne d'Inca Roca. On peut également observer dans certains cas une « succession générationnelle ».

## Économie

### Politique économique impériale
« La légitimité des exigences de l’état en matière de prestations de travail tenait à la réciprocité, qui fondait les relations entre l'Inca et ses sujets. L'Inca faisait régulièrement état de présents [en forme de festivités et de banquets] envers les seigneurs locaux, lesquels les distribuait en partie à leurs sujets. Ces derniers se trouvaient obligés envers leurs seigneurs, lesquels l'étaient envers l'Inca ».
La réciprocité institutionnelle était le système socio-économique des Andes. Dans les Andes précolombiennes, un individu en possession de biens ne pouvait en profiter économiquement, mais politiquement. L'économie est ainsi fondée sur la gestion de la main-d'œuvre, sur l'échange d'énergie humaine, sur une sorte de collectivité du travail et nullement sur des échanges de biens ou sur une possession collective des biens. La richesse était liée non pas à la possession des biens mais à l'accès à la main-d'œuvre pour la production de la communauté.
Au sommet de l'organisation économique se trouve l'Inca qui se repose sur les organisations ethniques et leur économie de redistribution mais en gérant un système de redistribution à un niveau supérieur.

#### Réciprocité
Selon l’anthropologue américain John Murra, il y avait deux niveaux de la réciprocité. Au premier niveau étaient les liens de réciprocité qui régulaient les relations au sein des ayllus (communautés rurales). Il est question de la réciprocité horizontale. À l'autre niveau était la réciprocité telle que pratiquée par l'État inca, lequel profitait du service de ses sujets, les récompensant en redistribuant le surplus accumulé.
Les auberges (tambos), les réserves (Qollqas) et l'infrastructure des routes étaient indispensables au maintien de l'ordre et à l'existence d'une entité impériale. La puissance économique était basée sur trois facteurs dans les Andes: la main-d’oeuvre, la possession de terres, les troupeaux d'État. Ces biens donnaient des avantages économiques et politiques, et le contrôle sur la réciprocité, qui permettaient le maintien du régime inca. Sans grandes quantités de biens accumulés l'État n'est pas capable de subvenir aux besoins administratifs ou à la demande constante de « présents » requis par la réciprocité.
Il y a deux phases de la réciprocité. Durant la première, la réciprocité régulait les relations entre les seigneurs locaux, de manière égale. La seconde phase voyait son utilisation par l'État inca, sous lequel elle subissait d'importants changements et était adaptée aux besoins de l'État. C'est à l’époque impériale que l’institution de la réciprocité s’étend au pouvoir de l'Inca. À cause de l’inégalité entre l’Inca et les seigneurs locaux, certains ethnologues utilisent désormais le terme « échange » pour décrire le modèle socio-économique andin.
L’État inca et son système de réciprocité, souvent comparés aux sociétés médiévales d'Europe, sont plus proche des sociétés d'Afrique, d'Océanie, ou d'Asie, tout en constituant un modèle unique d’organisation politique et économique.

#### Corvées et mobilisation de la main d'œuvre
Les ayllus étaient unies par des liens, réels ou mythiques, de parenté et d'alliance. Ils étaient séparés en une lignée masculine et une lignée féminine. Chaque ayllu possédait un terroir, ou marka, une sorte de village. Le kuraka, le chef de l'ayllu, était chargé de la répartition des terres, faite sur un modèle de parts, entre chaque membre du village apte à travailler. L'Économie était basée sur les fondations matériels de l'archipel vertical, un système de complémentarité dans l’accès aux ressources. La territorialité discontinue servait à profiter de plusieurs écoregions andines, et surtout à éviter les catastrophes naturelles.
Un ayllu dominait sur les autres, créant des chefferies, ou kurakazgos, d'importance inégale.
Les travaux agricoles étaient divisés en trois :
- la part de l'Inca et des wakas;
- celle de chaque détenteur de lopin de terre, pour subvenir aux besoins de sa famille;
- celle qui appartenait au village, afin de subvenir aux besoins des plus démunis. Un système d'entraide entre les familles était très développé. En plus des terres collectives, il existait des réserves qui permettaient de pallier le manque en cas de famine, ou quand venait une délégation de l'Inca.

Un autre devoir, appelé minka, de chaque membre de la communauté consistait, tour à tour, de s'occuper des travaux collectifs (comme l'entretien des canaux d'irrigation). Dans la tradition de l'ayni, les familles d'un ayllu s'aidaient mutuellement. L'appartenance à l'ayllu engendrait de nombreuses traditions de solidarités. Les petites communautés agro-pastorales s'étaient ainsi adaptées à leur environnement particulièrement hostile.
Pour les travaux publics, on faisait appel à la mita, une sorte de corvée obligatoire. La mita incluait également l'adhésion à l'armée du Tawantinsuyu. Elle s'apparentait à un impôt.

#### Commerce
Il n'y avait pas de marchés, ni de monnaie, dans l'Empire inca, sauf en Équateur, lequel, culturellement séparé des Andes centrales et méridionales, n'avait pas de traditions de réciprocité, et où la hache en bronze servait de produit d'échange.
Le commerce extérieur était rare, et exceptionnel. Sur la côte équatorienne existaient des corporations de marchands appelées « mindalae ». Peu est connue sur ces derniers. Une autre exception était la chefferie Chincha, qui abritait une classe sociale de marchands, chargée du troc, et spécialisée dans le commerce de mullu. Les principales routes commerciales des Chinchas allaient à Manta et Portoviejo, mais il existait également une route terrestre vers Cuzco. Ces deux entités faisaient principalement du commerce intérieur, mais des contacts ponctuels avec la Polynésie et le Mexique occidental sont avérés,.
Cependant, même sans monnaie, il existait des lieux et moment dédiés spécifiquement à l'échange, ou « marchés », nommés catu, ou tinguez par analogie aux marchés mésoaméricains. Selon certaines sources il s'organisait un marché dans la place de Cusipata, à Cuzco, où était pratiqué le troc. Cet événement allant de pair avec les fêtes, il avait lieu trois fois par mois, et témoigne de la conception d'un espace-temps de l’échange, un temps et un endroits codifiés comportant d'une dimension rituelle.
Mathématiques Incas : Les Incas utilisaient un appareil constitué de cordes, le quipu (un mot quechua signifiant « nu »), pour représenter les nombres. Cependant, il était plus important que ce système d'écriture numérique serve d'instrument d'enregistrement d'informations, telles que des données statistiques liées au recensement, la comptabilité tributaire, les registres économiques et de production, ainsi que d'autres informations pertinentes à l'Empire Inca et à son gouvernement, permettant ainsi de conserver de manière durable ces informations.
Les Incas avaient également une notion du zéro. Cependant, ils étaient capables d'utiliser l'absence de valeur dans un nœud de corde pour indiquer qu'il n'y avait aucune valeur à cette position, ce qui correspondait au concept de zéro. Aujourd'hui encore, les peuples autochtones de Bolivie et du Pérou utilisent un système d'enregistrement des nombres lié au quipu, connu sous le nom de chimpu.
Les quipus pouvaient également enregistrer d'autres types d'informations, telles que des informations historiques, des poèmes et des chansons, des généalogies, des temporalités, ou même fonctionner comme un calendrier.

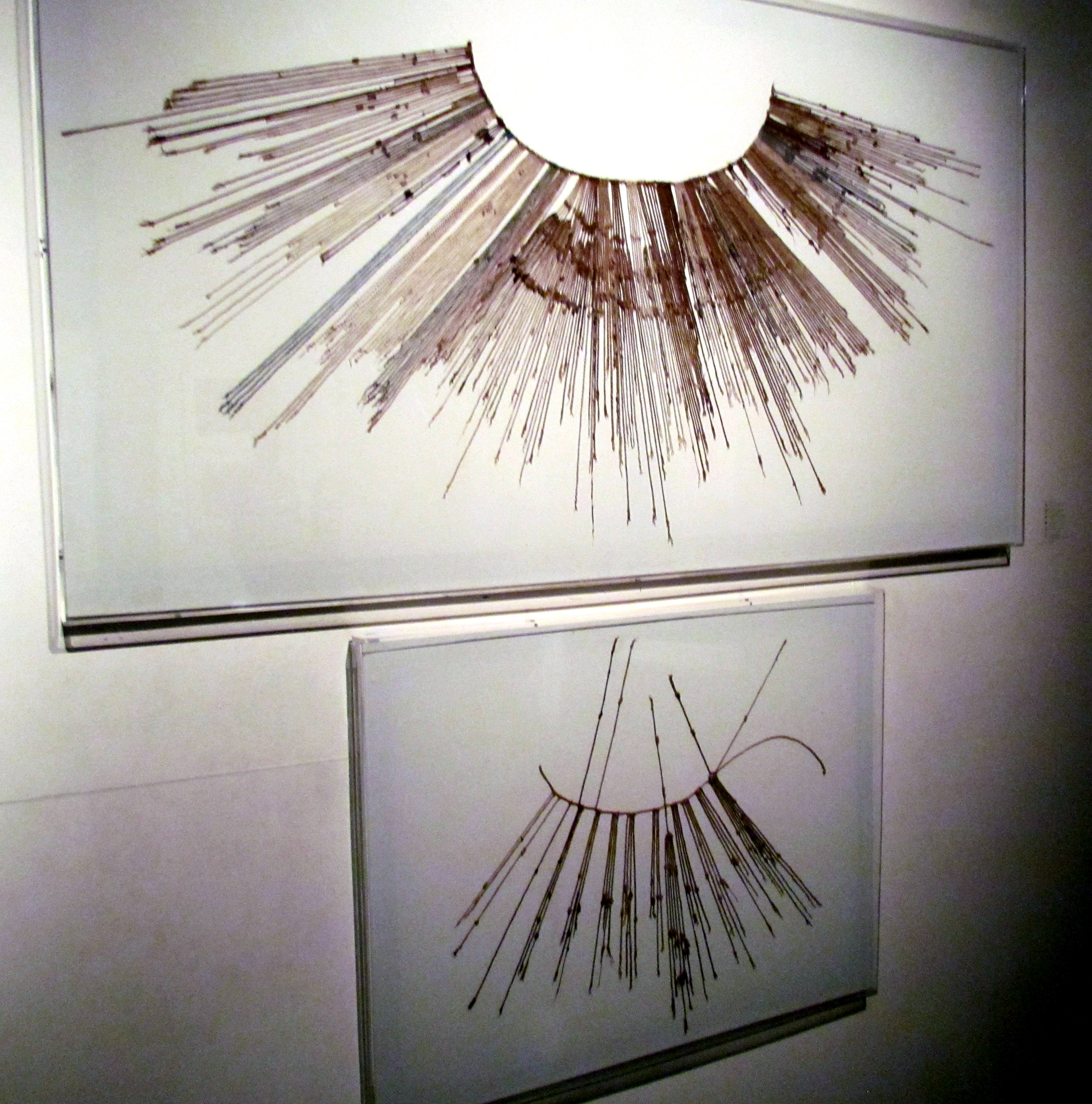
Les quipus

''Les quipus sont des dispositifs constitués de cordes dont les nœuds codent les nombres. Les quipucamayocs, c’est-à-dire les gardiens des quipus, étaient les seuls détenteurs du savoir concernant la confection de tels quipus.''
José Oster. Coll. musée de l’Homme. 

## Organisation militaire

### Volonté de conquête permanente
Les Incas justifiaient leurs conquêtes en invoquant une mission civilisatrice, comme les Espagnols le feront ensuite avec eux. Ils affirmaient apporter aux « tribus barbares » les bonnes mœurs, des techniques agricoles et la pacification,. Toutefois les Incas ne semblent pas avoir été particulièrement belliqueux. Les historiens modernes estime que c'est plus un concours de circonstance qui engendra l'impérialisme inca : leur victoire inattendue sur les Chankas perturba l'équilibre militaire local. Les Incas montant en puissance, les tribus voisines s'en inquiétèrent, furent défaites à leur tour, et l'empire Inca grandit ainsi, les conquêtes provoquant les guerres qui engendraient à leur tour de nouvelles conquêtes.
María Rostworowski estime que la réciprocité institutionnelle avait également un rôle important dans l'expansion de l'Empire Inca. Selon elle, la solution directe pour subvenir aux besoins de la réciprocité, c’est-à-dire aux obligations qui liaient les empereurs incas avec les seigneurs locaux, était la conquête de nouveaux territoires afin de les exploiter. Cependant à long terme cela créait plus de liens réciproques envers une quantité grandissante de chefferies soumises, ce qui provoquait plus de conquête. Le maintien d'expéditions de conquête au-delà des frontières joua par ailleurs encore un autre rôle de cohésion sociale fondamental dans l'empire. Ces guerres répétées facilitèrent l'intégration et unirent tous les peuples soumis par les Incas dans une même entreprise commune, l’adhésion à l’armée du Tahuantinsuyu.

## Infrastructures impériales

### Voies de communication

#### Réseau routier

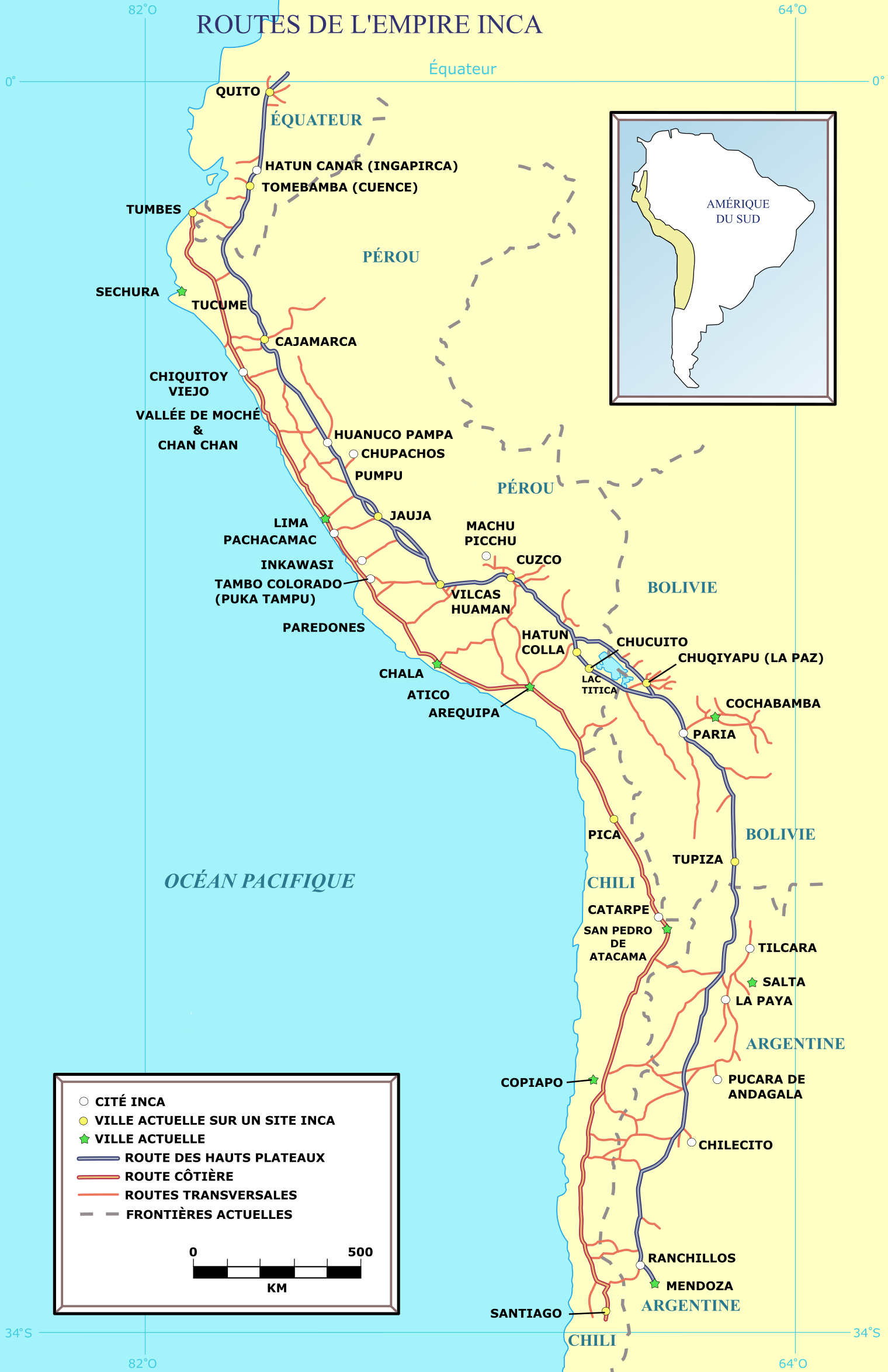
Le maillage du réseau routier des Incas, le Qhapaq Ñan ou chemin royal, aujourd'hui Chemin de l'Inca.

Les Incas améliorèrent le réseau laissé par la civilisation Huari, qui leur permit de sillonner l'ensemble de l'empire rapidement malgré le terrain accidenté. Le plus célèbre exemple de ces routes est le « Qhapaq Ñan » (« chemin royal » en quechua, appelé « Chemin de l'Inca » en français) : c'était l’axe principal du projet économique et politique de l’empire inca, long de plus de 6 000 kilomètres. Son tracé principal joint les villes de Pasto en Colombie, Quito et Cuenca en Équateur, Cajamarca et Cuzco au Pérou, l’Aconcagua en Argentine et Santiago du Chili. Cet axe principal, essentiellement montagnard, était redoublé d'un deuxième axe qui longeait la côte pacifique, les deux étant joints par des chemins de traverse.

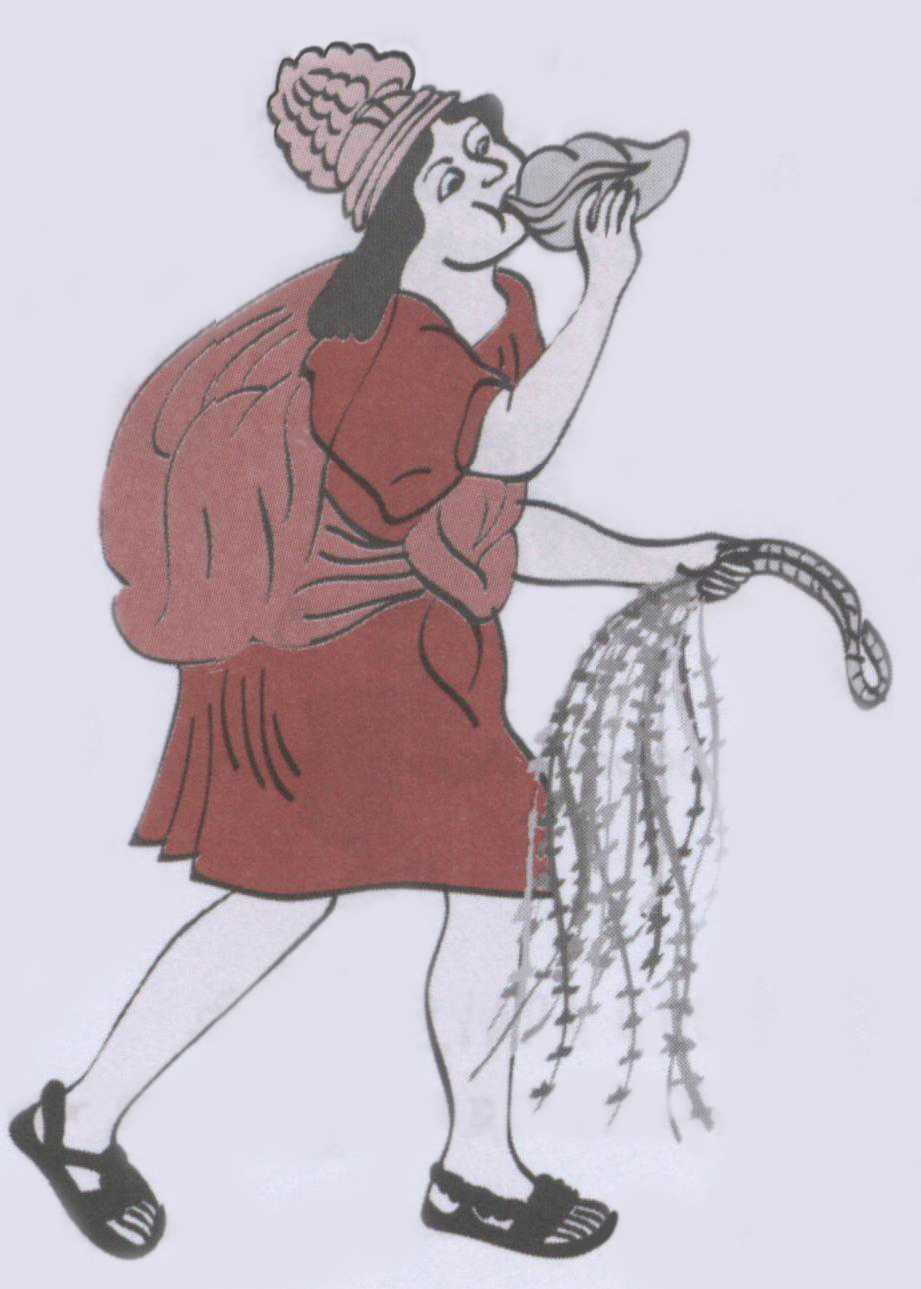
Chasqui ou messager de l'empereur avec sa trompe d'alerte en coquillage (le pututu), et tenant à la main les quipus (ou écheveau de cordelettes à nœuds) qui portent le message chiffré du courrier, et un qipi (sac) sur son dos pour porter les objets à livrer (par Felipe Guamán Poma de Ayala, 1616).

C'était un élément majeur pour le contrôle de l'empire et les déplacements militaires. Des auberges (tambos) tous les 20 ou 25 km —relais incas parfois plus importants de type caravansérails, mais aussi des postes de garde et des ponts se trouvaient le long de ces routes, larges parfois de 7 m et parfois pavées. Un réseau secondaire de routes transversales, long de près de 40 000 kilomètres, reliait le Qhapaq Ñan à la côte et au bassin amazonien : « L’Empire Inca dans son ensemble était interconnecté par un réseau routier de quelque 38 600 km en tout qui, en tant que prouesse d’ingénierie, égalait ou même surpassait tout ce qui était connu en Europe [à la même époque, NdT] ».

#### Système de messagers
Les incas avaient installé, le long de ces voies de communication, des tambos ou caravansérails, prêts à accueillir à tout moment les voyageurs. Grâce à un système de « coureurs à relais », les chasquis, ils envoyaient des messages avec une rapidité étonnante aux points les plus éloignés de l'empire. On estime ainsi qu'il fallait moins d'une semaine à un message pour aller de Cuzco à la frontière nord de l'empire, distante de plus de 2 000 km.

## Symboles et devise
La devise de l'empire était : ama sua, ama quella, ama llulla signifiant « ne pas voler, ne pas paresser, ne pas mentir ». Le Wiphala ou Huipala, drapeau arc-en-ciel à sept bandes, est considéré comme le symbole de l'empire Inca ; il est au XXIe siècle utilisé comme symbole d'identification nationale et culturelle par les peuples andins d'origine indigène.

## Hommages
- (8275) Inca, astéroïde nommé en hommage.